# Водно-зелёный диаметр Минска
Водно-зелёный диаметр Минска (бел. Водна-зялёны дыяметр Мінска) — система парков, водоёмов, бульваров и скверов с обеих сторон реки Свислочь, которая пересекает широкой «зелёной лентой» весь город Минск (Беларусь) с северо-запада на юго-восток — от водохранилища Дрозды до микрорайона Шабаны.
Водно-зелёный диаметр Минска был создан в результате архитектурно-ландшафтного преобразования поймы реки Свислочь в 1950—1970-х годах и является частью Вилейско-Минской водной системы. Стал одним из двух планировочных «стержней» Минска и пересекается под прямым углом с юго-запада на северо-восток вторым главным городским диаметром («стержнем») — проспектом Независимости. К водно-зелёному диаметру Минска были допроектированы и построены (как логическое и полезное дополнение) Слепянское водное полукольцо и Лошицкое водное полукольцо, которые вместе (по замыслу) формируют водно-зелёную систему Минска.
По мнению ряда белорусских и российских архитекторов, диаметр является уникальным градостроительным комплексом, «визитной карточкой» и «изюминкой» белорусской столицы. В настоящее время на водно-зелёном диаметре Минска возводятся различные постройки, что нарушает как первоначальное назначение водно-зелёного диаметра и целостность комплекса, так и саму концепцию создания единой водно-зелёной системы Минска.

## История создания

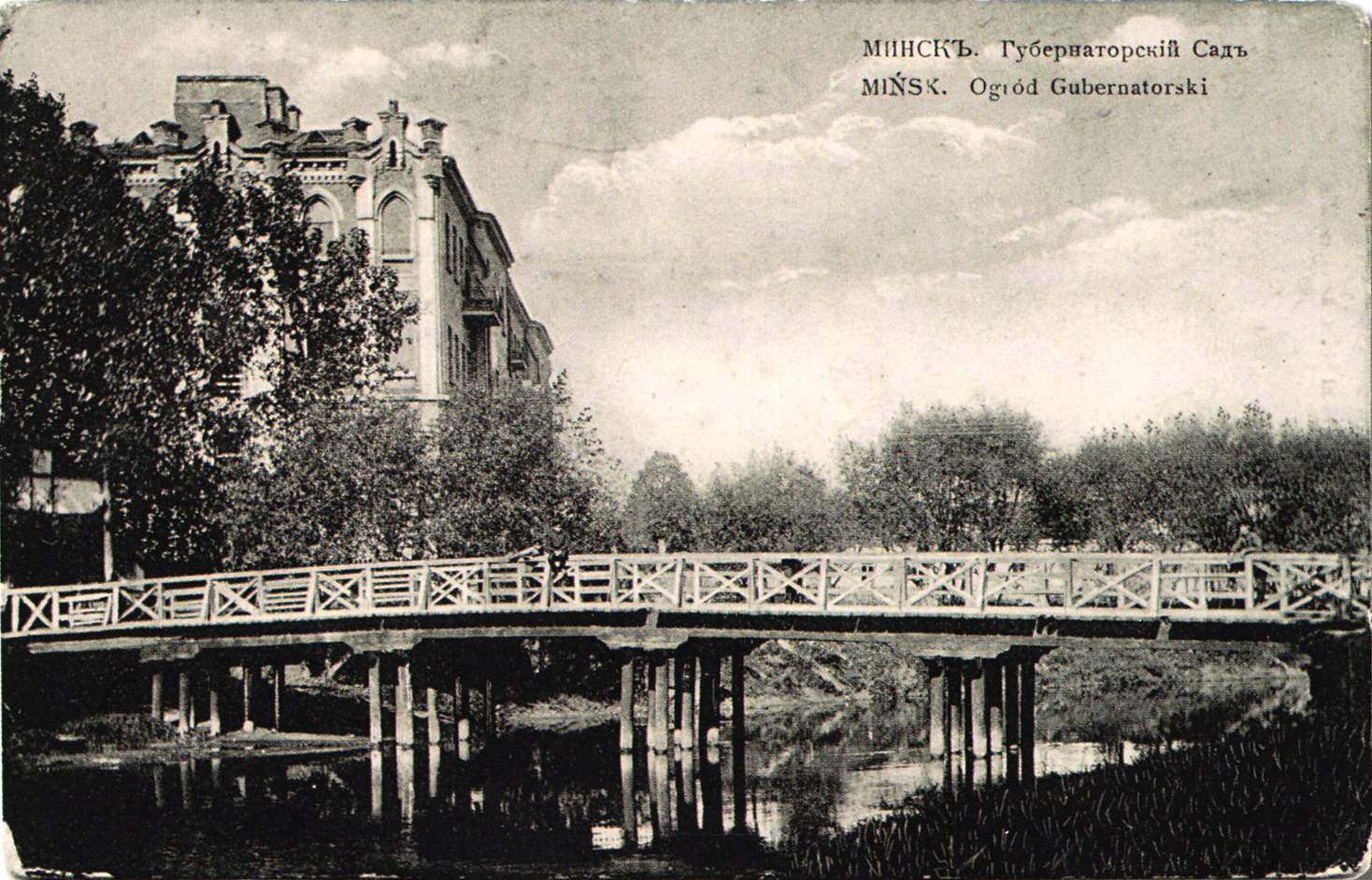
Губернаторский сад начала XX века — теперь Центральный детский парк имени Максима Горького

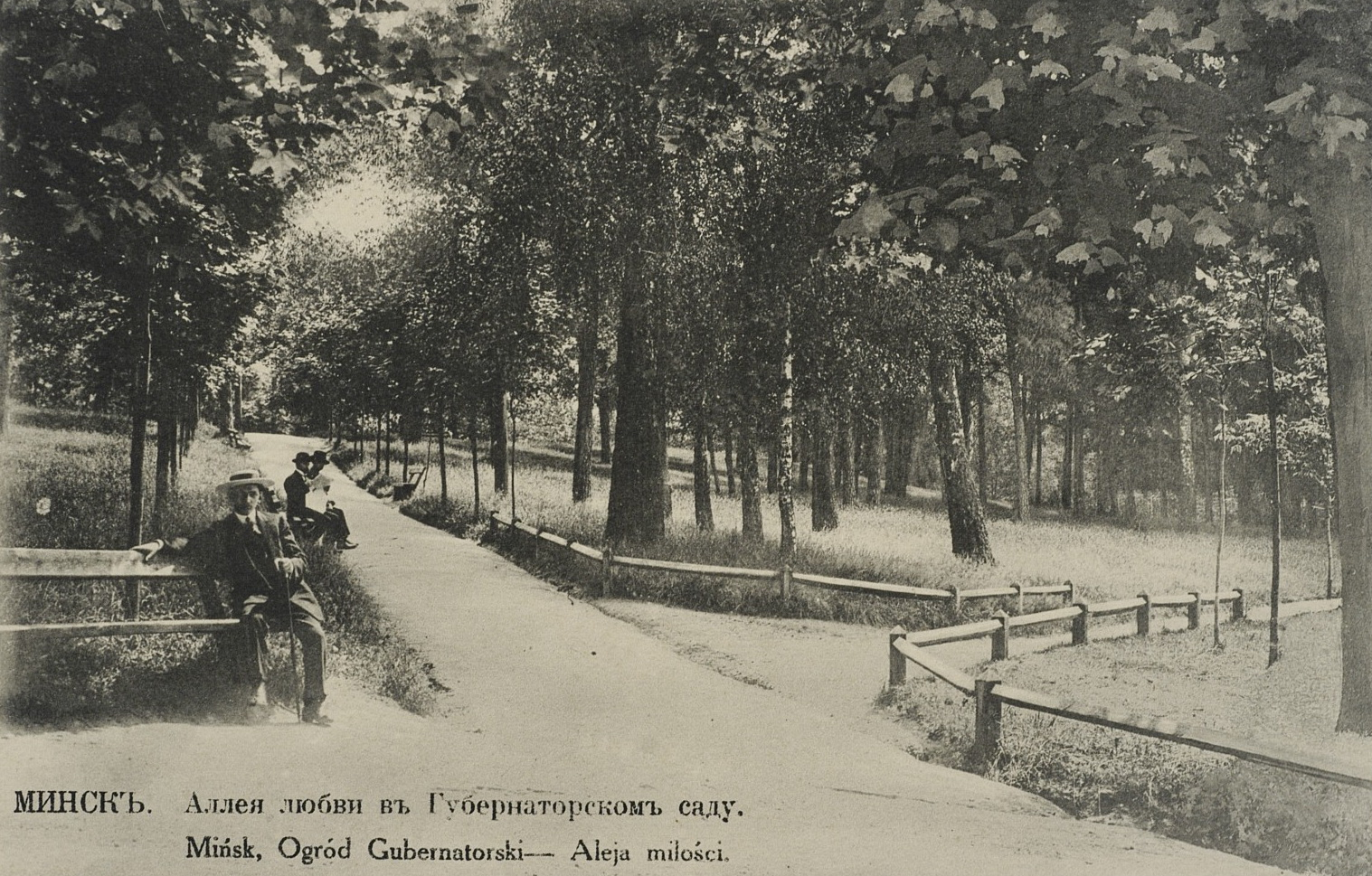
Губернаторский сад начала XX века. «Аллея любви»

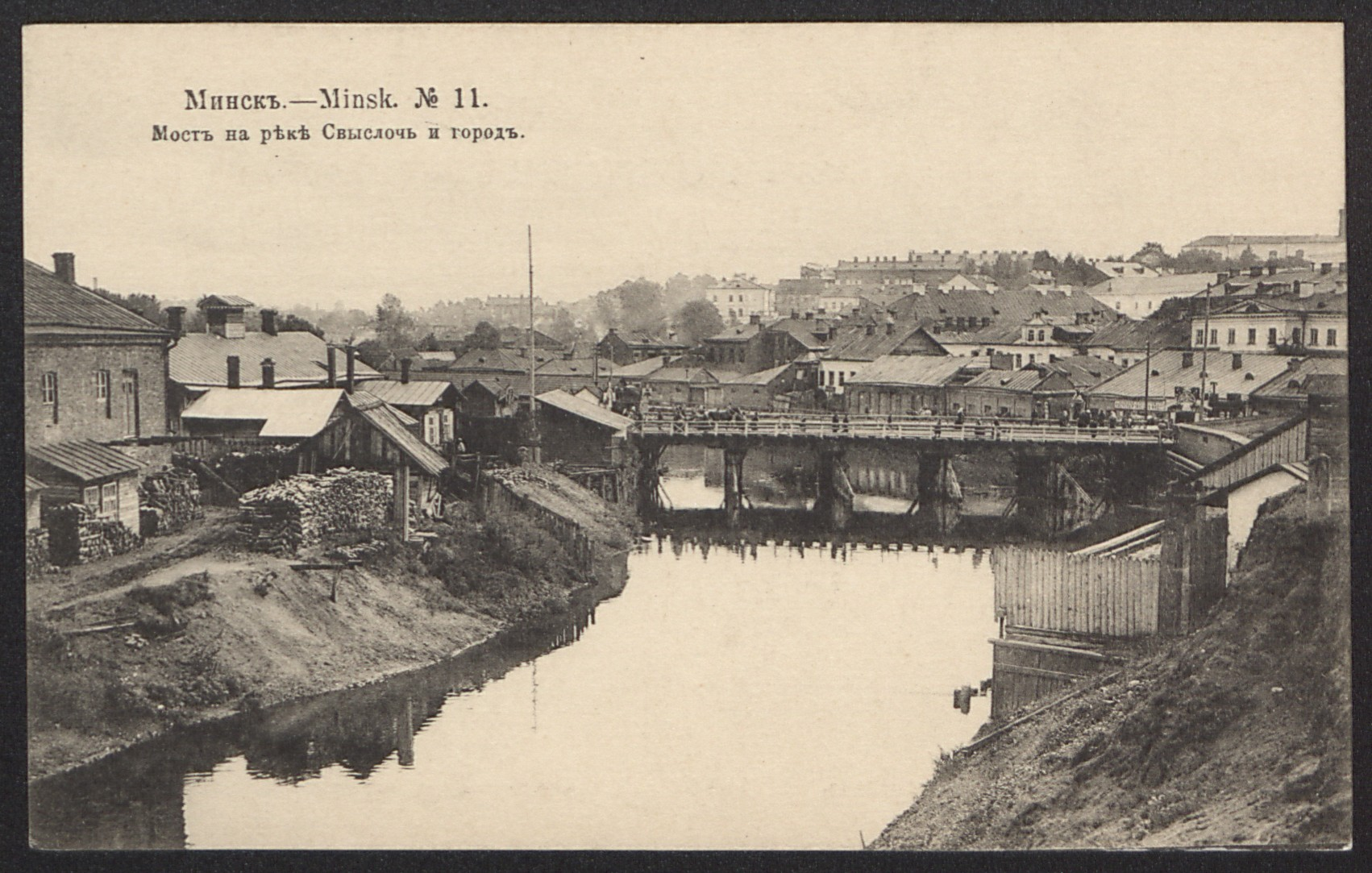
Берега Свислочи и Хлусов мост в центральной части Минска. Фотография 1915 года

Паркостроительство в Минске началось в 1790-е годы, когда у реки Свислочь был заложен Губернаторский сад (позже Городской сад, сейчас — Центральный детский парк имени Максима Горького) — первый публичный парк на территории современной Беларуси, где жители и гости города отдыхали и который городские власти совершенствовали весь XIX век, однако сама Свислочь продолжала оставаться неглубокой и узкой речкой. В 1917 году население Минска насчитывало 134,5 тысяч человек, а в 1940 году достигло 270 тысяч, однако до начала 1930-х годов зелёных насаждений общего пользования в Минске было мало — Городской сад и два сквера — Александровский (ныне Центральный) и Соборный (сквер на площади Свободы).
Генеральный план Минска 1932 года не только впервые преобразовывал исторически составленную радиальную структуру в радиально-кольцевую, но и предусматривал постепенное формирование системы небольших парков в пойме реки Свислочь. Создание водно-зелёной зоны города началось в 1940-е годы с постройки в 1940—1941 годы плотины на реке Свислочь и плотины Комсомольского озера (водохранилища) в черте города.
Во время Великой Отечественной войны многие деревянные кварталы по берегам Свислочи были уничтожены, и появилась возможность расширить существующие парки и построить новые. Так, в 1945 году была восстановлена плотина на реке Свислочь, разрушенная войной, и специально создан парк Победы возле Комсомольского озера, который позже стал важнейшим элементом водно-зелёного диаметра Минска. Именно генеральный план Минска 1946 года предусматривал создание магистрали парков вдоль Свислочи и расширение и благоустройство поймы главной реки города. Композиция парков от улицы Немиги на северо-восток вдоль Свислочи получила название «Парковая магистраль», что отразилось и в названии параллельной паркам улицы (ныне проспект Победителей). При расширении застройки городских кварталов Минска архитекторы также оставляли нетронутыми многие лесные массивы, которые становились городскими парками — например, парк Челюскинцев (бывший лес господ Ваньковичей), парк имени 50-летия Великого Октября и др. Именно с конца 1940-х годов начинает формироваться водно-зелёный диаметр Минска, в котором большую роль играют парки в центре Минска — парк имени Максима Горького, парк имени Янки Купалы, парк Победы, а в юго-восточной части создаётся Чижовское водохранилище. Строительство в 1956 году Заславского водохранилища («Минского моря») позволило кардинально улучшить водный режим Свислочи и её водохранилищ в черте Минска.

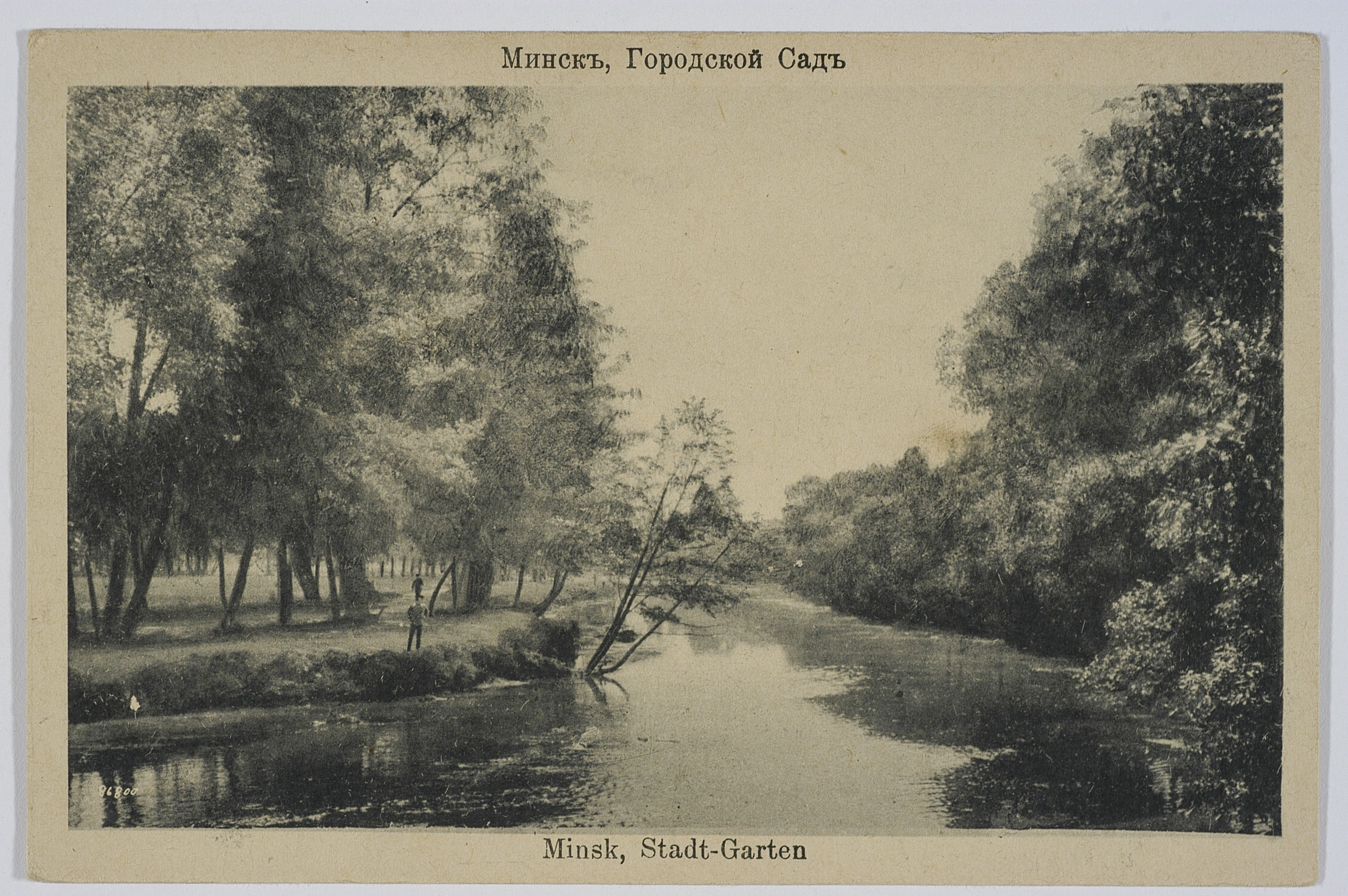
Губернаторский (Городской) сад на фотографии начала XX века

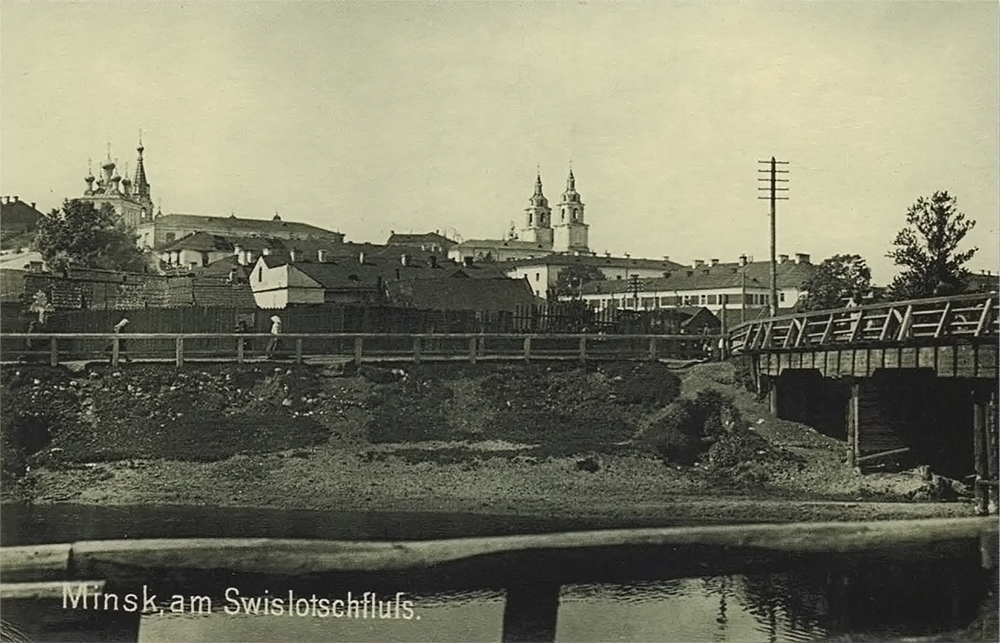
Берег Свислочи и Хлусов мост в Минске. Фотография 1918 года

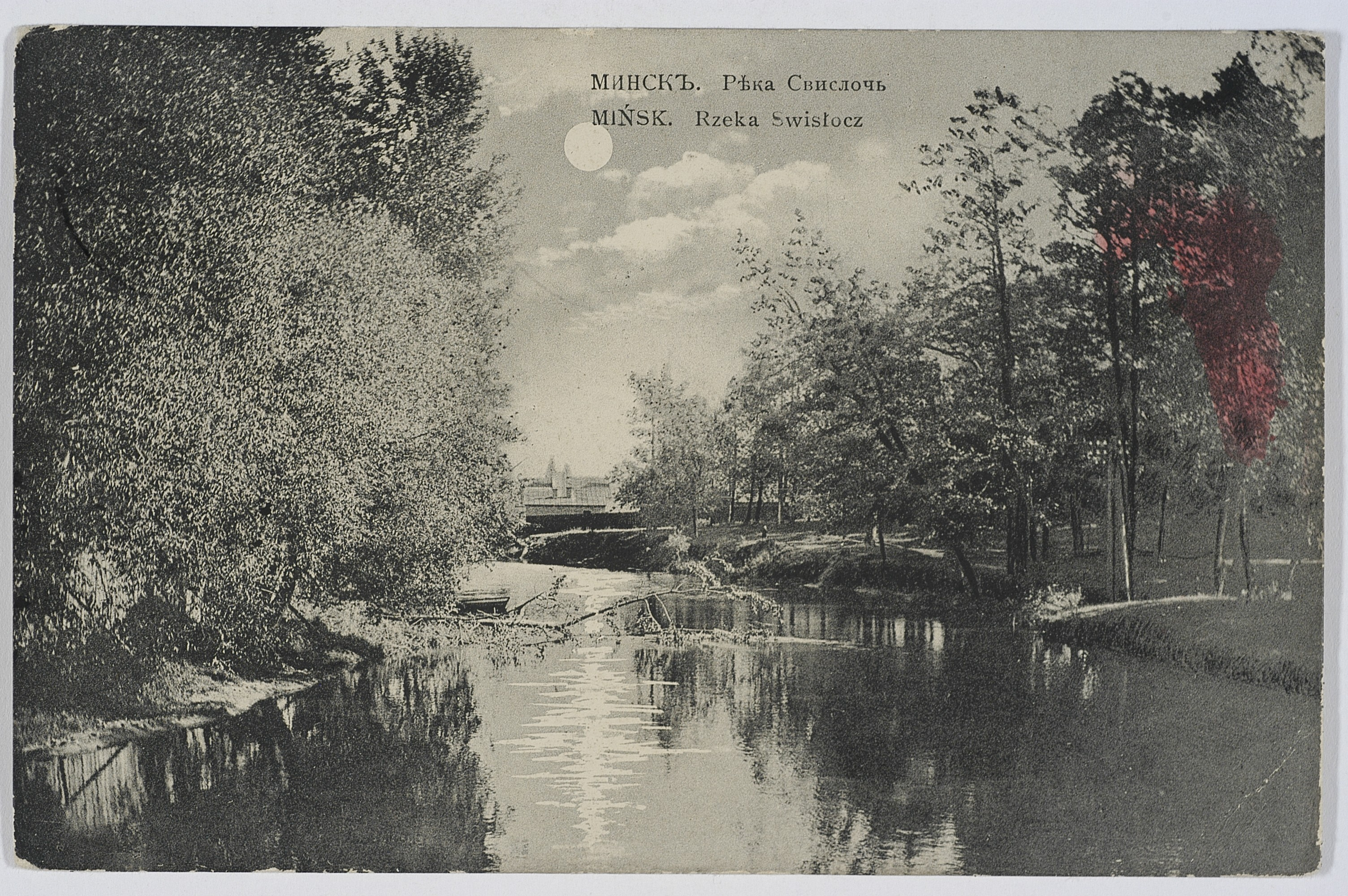
Река Свислочь в Минске. Фотография 1912 года

В связи с быстрыми темпами развития города в 60-е годы XX века возникла проблема водоснабжения Минска, а также загрязнения маловодной Свислочи сточными водами коммунальной и производственной канализации, объём которых стал превышать расход реки в маловодные годы. Для решения этой задачи было принято решение о строительстве Вилейско-Минской водной системы — комплекса гидротехнических сооружений по переброске речного стока из реки Вилия (приток Немана) в Свислочь, что должно было коренным образом улучшить водообеспеченность Минска. В связи с планами постройки системы были внесены коррективы в утверждённый в 1965 году генеральный план Минска. Именно тогда были даны предложения по застройке с использованием местных природных условий и формированием взаимосвязанных ансамблей. Одним из важнейших достоинств проекта нового плана было органичное сочетание искусственно созданной природной среды с застройкой, использование потенциальных возможностей малой реки и довольно спокойного рельефа местности для создания живописного водно-зелёного диаметра реки Свислочь: фактически искусственно созданная речка, которая превращалась в систему каскадов водохранилищ, должна была во многом создать микроклимат всего центра города. Коррективы плана определяли две главные композиционные оси города: первая ось — главный проспект города (проспект Ленина, ныне — проспект Независимости), вторая — вдоль водно-зелёного диаметра реки Свислочь (район более свободной, ландшафтной застройки). Главные композиционные оси должны были быть неразрывно взаимосвязаны с архитектурно-планировочной структурой города: планировалось, что непрерывный водно-зелёный диаметр будет пересекать город с северо-востока на юго-восток, а проспект Ленина будет продлён за площадь Ленина (ныне площадь Независимости) и пройдёт через весь город с северо-востока на юго-запад. При этом территория парков и бульваров водно-зелёного диаметра не должна была застраиваться домами: городские улицы и проспекты, которые обрамляли водно-зелёный диаметр, должны оформляться застройкой только с той стороны, которая не примыкала к парковой зоне, а высокие и примечательные здания должны были возводиться лишь в «видовых точках» и иметь в первую очередь силуэтную архитектуру. Так, улица Парковая магистраль (ныне проспект Победителей) была застроена только с одной стороны — от собора Петра и Павла до гостиницы «Юбилейная» и дальше — за гостиницу «Планета» до жилого района Веснянка.
Вилейско-Минская водная система была построена в 1968—1976 годах и включила в себя Вилейское водохранилище, канал к Заславскому водохранилищу с последовательно установленными на нём насосными станциями, водохранилища Криница и Дрозды, уже существующее Комсомольское озеро и значительно расширенное русло реки Свислочь. Общая протяжённость главного водотока системы составила более 200 км. Ежегодно по системе в Свислочь стало подаваться более 200 млн кубометров воды, что в 5—10 раз превысило расход реки в естественных условиях. Одновременно с этим велись работы по созданию современной системы зелёных насаждений, озеленения и благоустройства поймы реки Свислочь: была создана цепочка парков, скверов и пригородных зон отдыха с искусственными пляжами и гранитными набережными вдоль реки от Заславского водохранилища до улицы Пулихова, что было началом складывания непрерывной системы городских и пригородных «зелёных зон», а также максимального раскрытия города в сторону естественного природного окружения. В результате водообмен в Свислочи увеличился в пять раз, возросла художественная выразительность ландшафта.
Северная, центральная и южная части водно-зелёного диаметра в основном были завершены к 1976 году. Большие открытые пространства поймы Свислочи стали играть важную роль в формировании облика белорусской столицы, архитекторы проделали большую работу по эстетизации деталей ландшафтной архитектуры: главными композиционными элементами зелёной зоны стали группы площадок и модульные цветочные сады, что позволило даже такой незначительной активизацией рельефа создать множество живописных образов и силуэтов, эстетический эффект которых усиливали имеющиеся водоёмы.

### Формирование водно-зелёной системы Минска

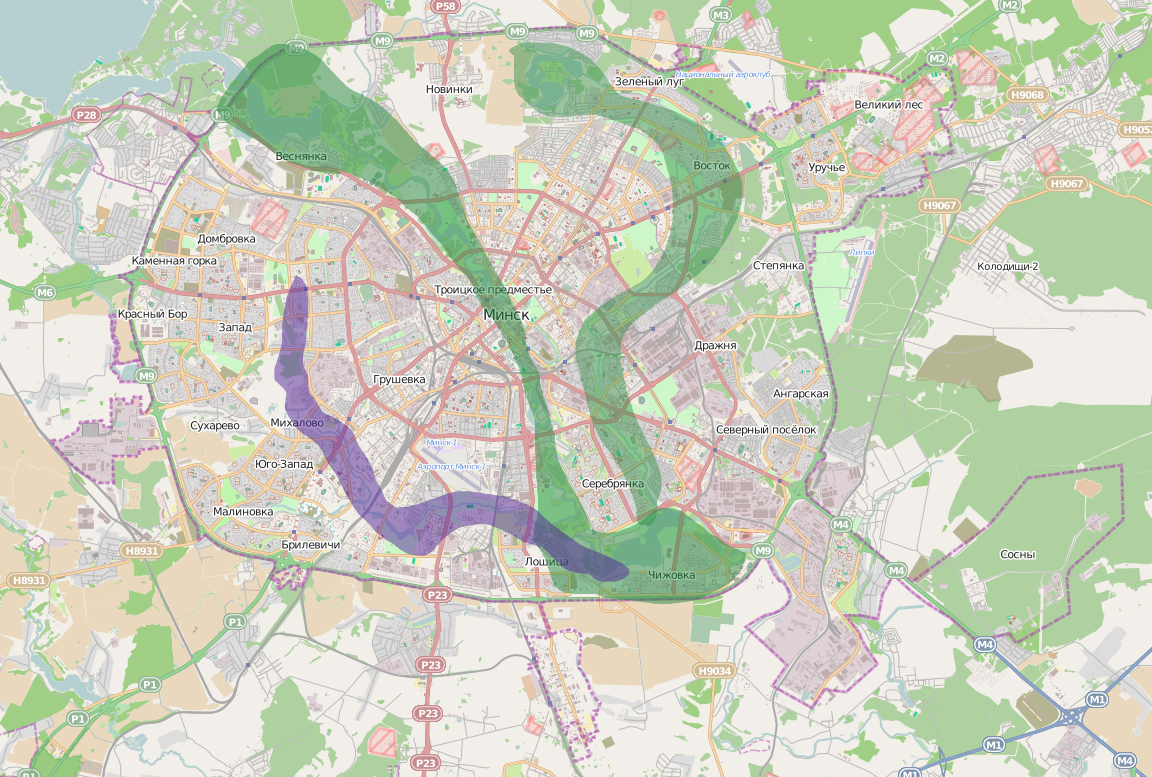
Водно-зелёная система Минска в 2017 году: зелёный цвет — водно-зелёный диаметр и Слепянская водная система, фиолетовый — планируемая Лошицкая водная система

Согласно генеральному плану от 1972 года водно-зелёный диаметр планировалось дополнить Слепянским и Лошицким водными полукругами. Из-за отсутствия значительных рек при формировании двух водных полуколец планировалось использовать малые речки, ручьи или просто овраги. Эти искусственно созданные водно-парковые полукольца должны были создать единое водно-парковое колесо (водоёмы, парки, бульвары и сады), пронзавшее собой периферийные районы города, и вместе с водно-зелёным диаметром составить единую ландшафтную водно-зелёную систему Минска, которая своим силуэтом напоминала бы кирилическую букву «Ф».

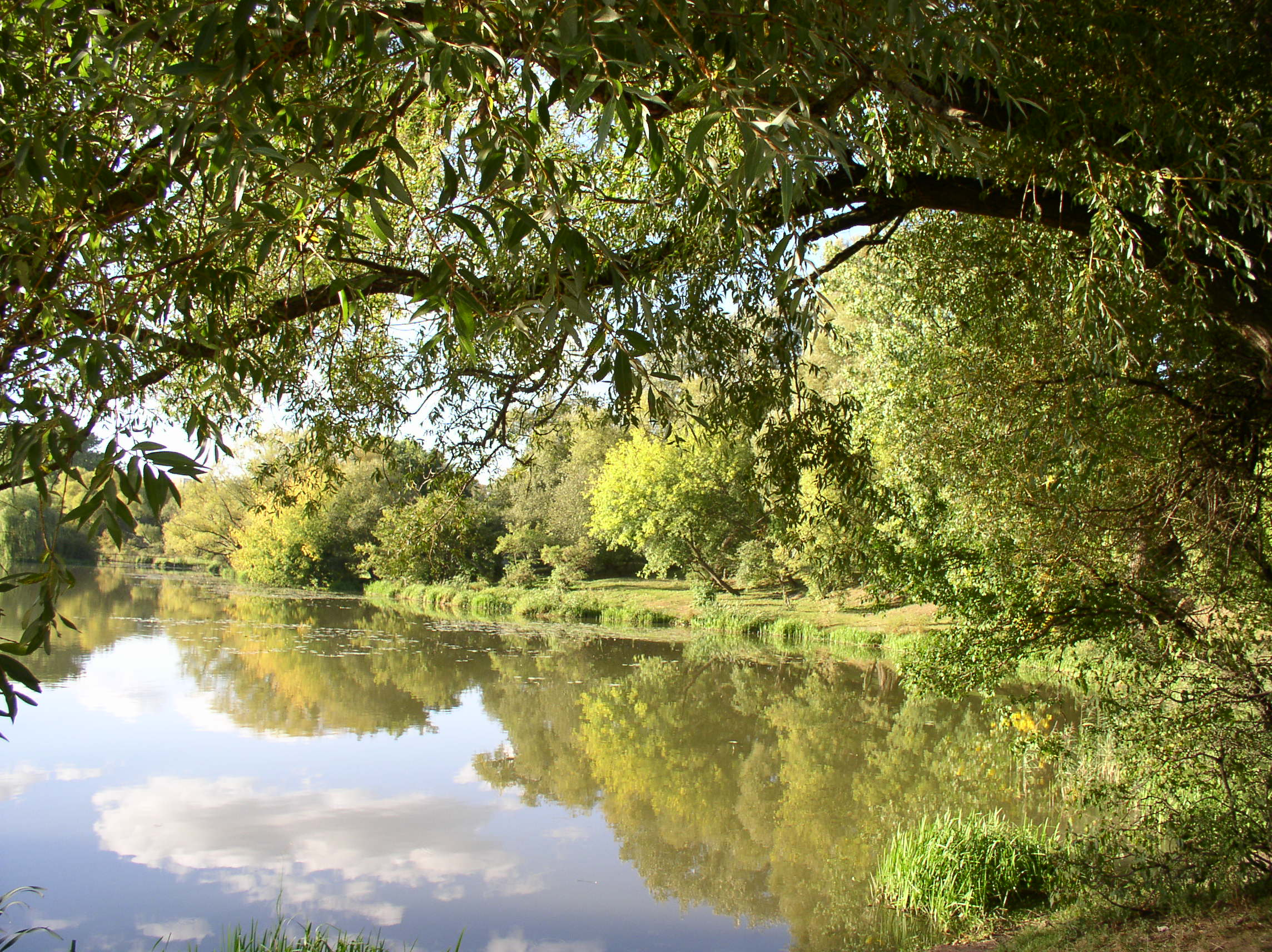
Водоём в Лошицком усадебно-парковом комплексе в составе Лошицкой водной системы. Фотография 2007 года

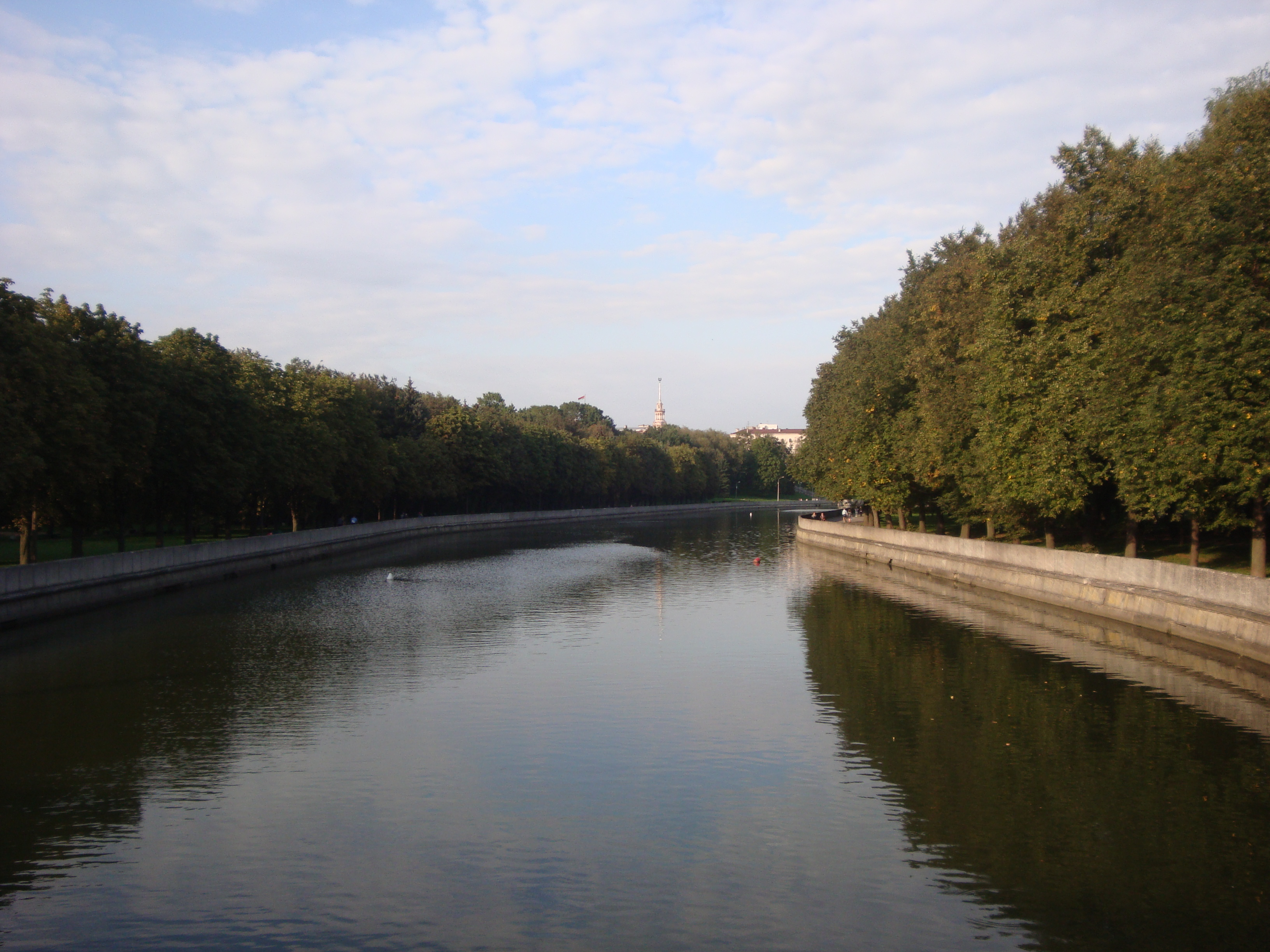
Река Свислочь у парка имени Янки Купалы и парка Марата Казея в центральной части диаметра. Фотография 2014 года

Жителей больших жилых массивов на востоке и юго-западе города хотели обеспечить зонами для отдыха в пешей доступности от мест проживания. Планировалось также, что водно-зелёная система Минска будет с течением времени дополняться созданием «зелёных клиньев» и загородными лесопарками, и, таким образом, будет достигнута всеобхватность водно-зелёной системы в городе. Высказывались предложения в водно-зелёном диаметре и полукольцах провести партерное озеленение и высадить ландшафтные группы из деревьев, которые позволяли бы максимально раскрыть силуэт застройки противоположных берегов, а также произвести посадку деревьев перпендикулярно направлению речной долины, что также способствовало бы раскрытию силуэта прибрежной застройки.
Коррективы, внесённые в генеральный план Минска в 1974 году прописывали, что проблема охраны и оздоровления среды большого города не может быть решена без рекреационных пригородных зон и обводнённого лесопаркового пояса вокруг внешних границ Минска (в радиусе 15—25 км от центра города), которые обеспечили бы санитарные и рекреационные нужды белорусской столицы. Для этого планировалось создать зоны массового кратковременного отдыха населения в зонах Заславского водохранилища, водохранилища на реке Птичь, у населённых пунктов Русиновичи, Острошицкий Городок, Раубичи, Околица, Волма, Аксаковщина и Стайки.
С 1976 года началось строительство водно-зелёных полуколец, но к концу 1980-х годов более-менее было построено только одно полукольцо — Слепянское (протяжённостью 22,5 км), которое проектировали в институтах «Минскпроект» и «Минскинжпроект» (архитекторы Николай Жлоба, Борис Юртин, Людмила Жлоба, Людмила Белякова, Любовь Усова, Дмитрий Геращенко, инженеры Александр Самончик, Л. Деревянко и др.).
Предусмотренное генеральным планом от 1965 года увеличение зелёных насаждений общего пользования (парков, скверов, зелёных зон), в которых большой город уже чувствовал дефицит по советским стандартам, оборудование их средствами спорта и отдыха и транспортными связями к 1980 году не было выполнено. В начале 1980-х годов частично было создано внешнее водно-зелёное кольцо (лесопарковый пояс) вокруг Минской кольцевой автомобильной дороги — были построены водохранилища Вяча и Птичь, а также каскад из трёх водохранилищ в непосредственной близости от Минска.
Генеральным планом Минска от 1982 года (с перспективой до 2000 года) также подтверждалось и закреплялось, что водно-зелёная система Минска является основой системы зелёных насаждений в городе.

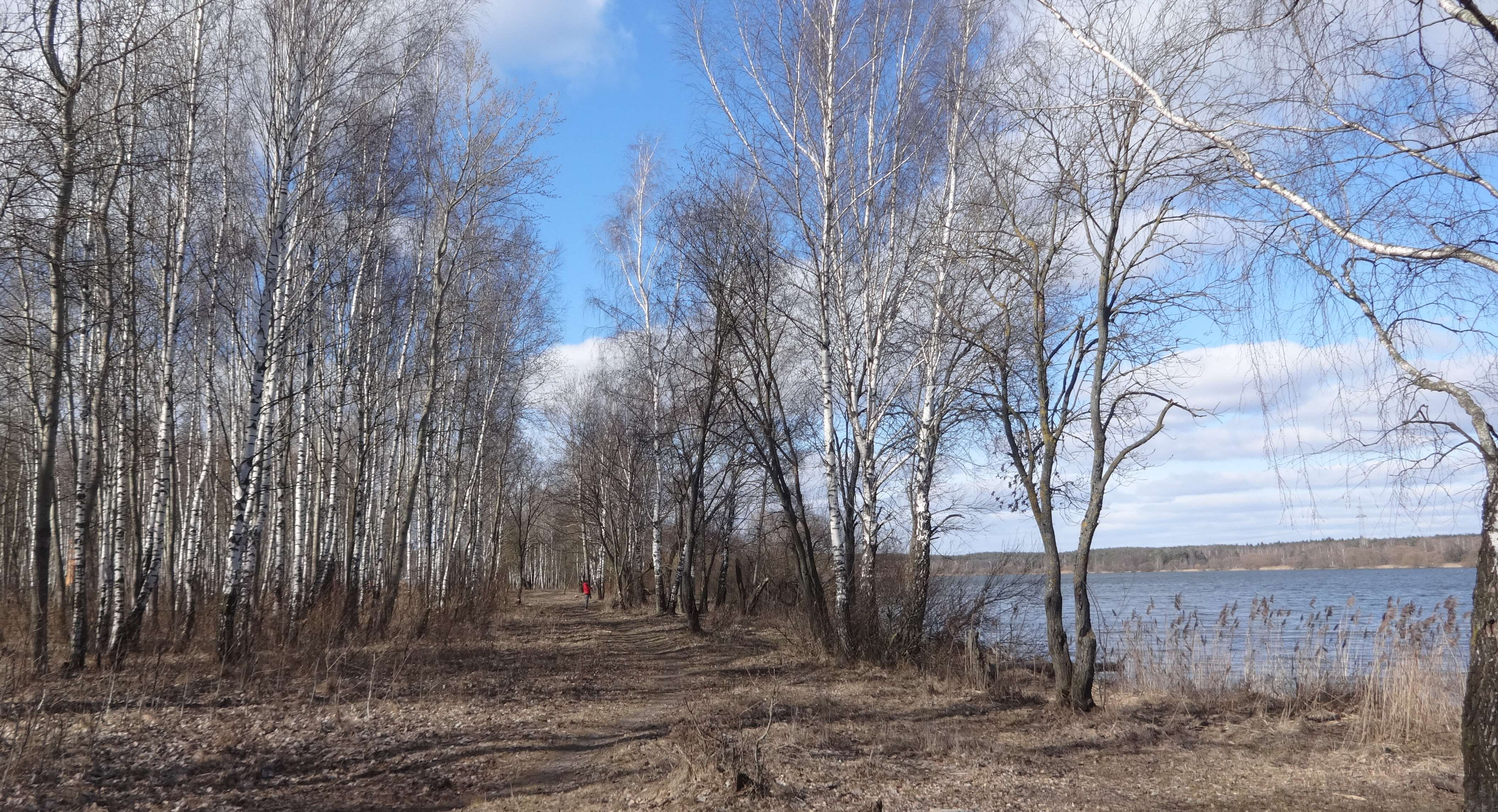
Берёзовая роща около водохранилища Дрозды и проспекта Победителей в Минске. Фотография марта 2015 года

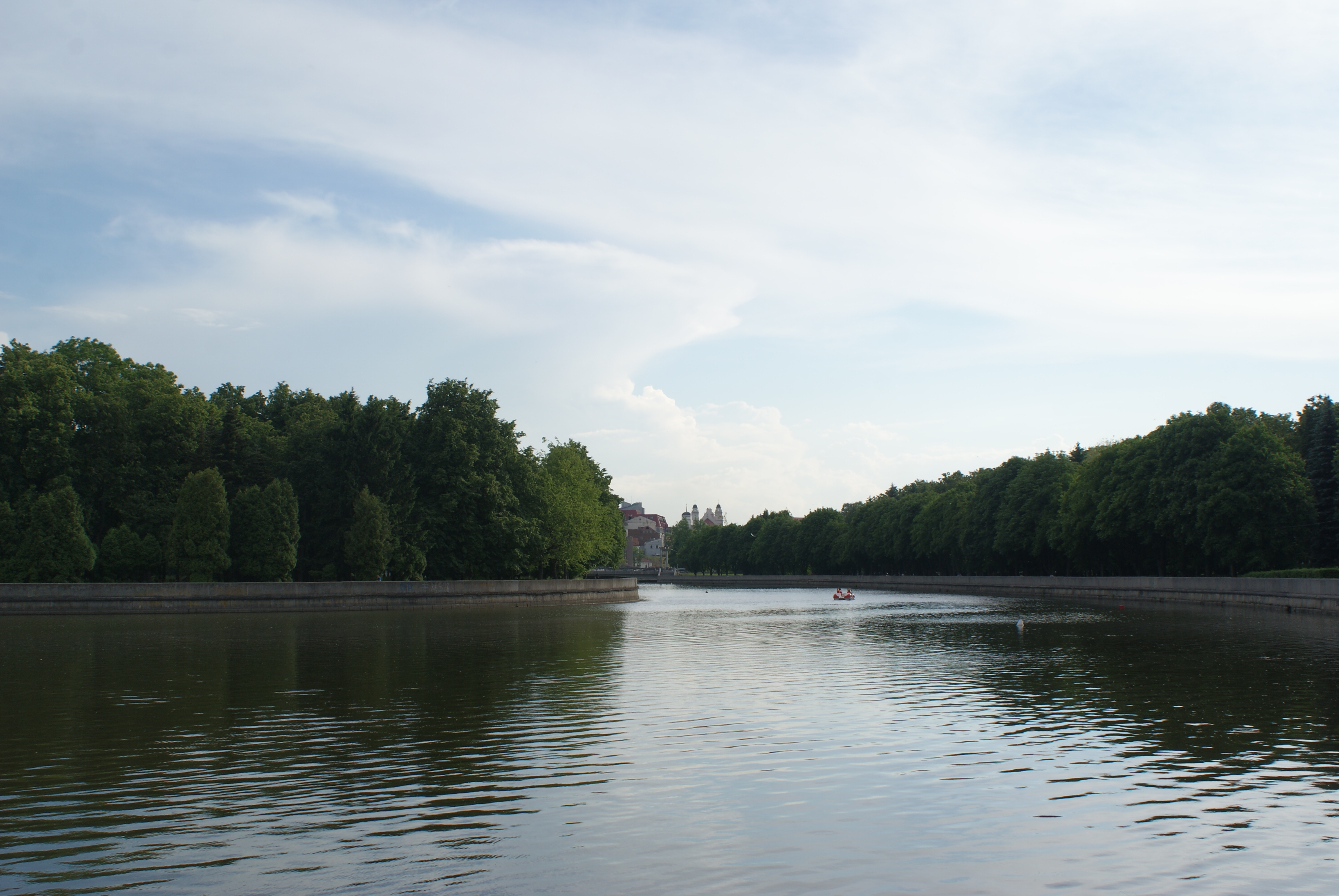
Река Свислочь среди зелени парка имени Янки Купалы и парка Марата Казея в центральной части диаметра. Фотография июня 2013 года

После начала экономического кризиса, распада СССР и обретения Беларусью независимости в 1991 году средств на то, чтобы построить полностью южную половину диаметра в течении Свислочи и второе полукольцо на базе рек Лошица и Мышка — Лошицкое водное полукольцо (Лошицкая водная система) протяжённостью 22 км, перестало хватать. Однако к концу 1980-х годов были построены отдельные фрагменты системы: Лошицкий парк, парк в районе Курасовщины и другие. Цельной системы, которая начиналась бы от улицы Притыцкого и проходила бы через жилые районы Сухарево, Юго-Запад, Михалово, Курасовщина, Лошица и заканчивалась бы в Чижовским водохранилище, сформировать не удалось.
В вызвавшем «посольский скандал» решении Минского городского Совета депутатов от 21 мая 1996 года, помимо пунктов о прекращении строительства посольской деревни в районе водохранилища Дрозды, также предписывалось создать единую и неразрывную систему озеленения города и пригорода, сформированную на основе водно-зелёного диаметра, двух водно-зелёных полуколец, организованных вдоль Слепянской и Лошицкой водных систем, и семи «зелёных клиньев», которые должны были выходить в лесопарковую зону, а также принять меры по регулированию русла реки Свислочь и строительству Лошицкой водной системы. Однако решение минских депутатов о завершении строительства замкнутой и неразрывной водно-зелёной системы Минска не было выполнено из-за отсутствия финансирования. Подобные положения о создании непрерывной взаимосвязанной системы ландшафтно-рекреационных территорий с водно-зелёным диаметром (на пойменных территориях реки Свислочь с приоритетным размещением многопрофильных и специализированных парков общегородского значения), водных полуколец, лесопарков и зелёных клиньев с тех пор вписывались в каждый новый генеральный план Минска.

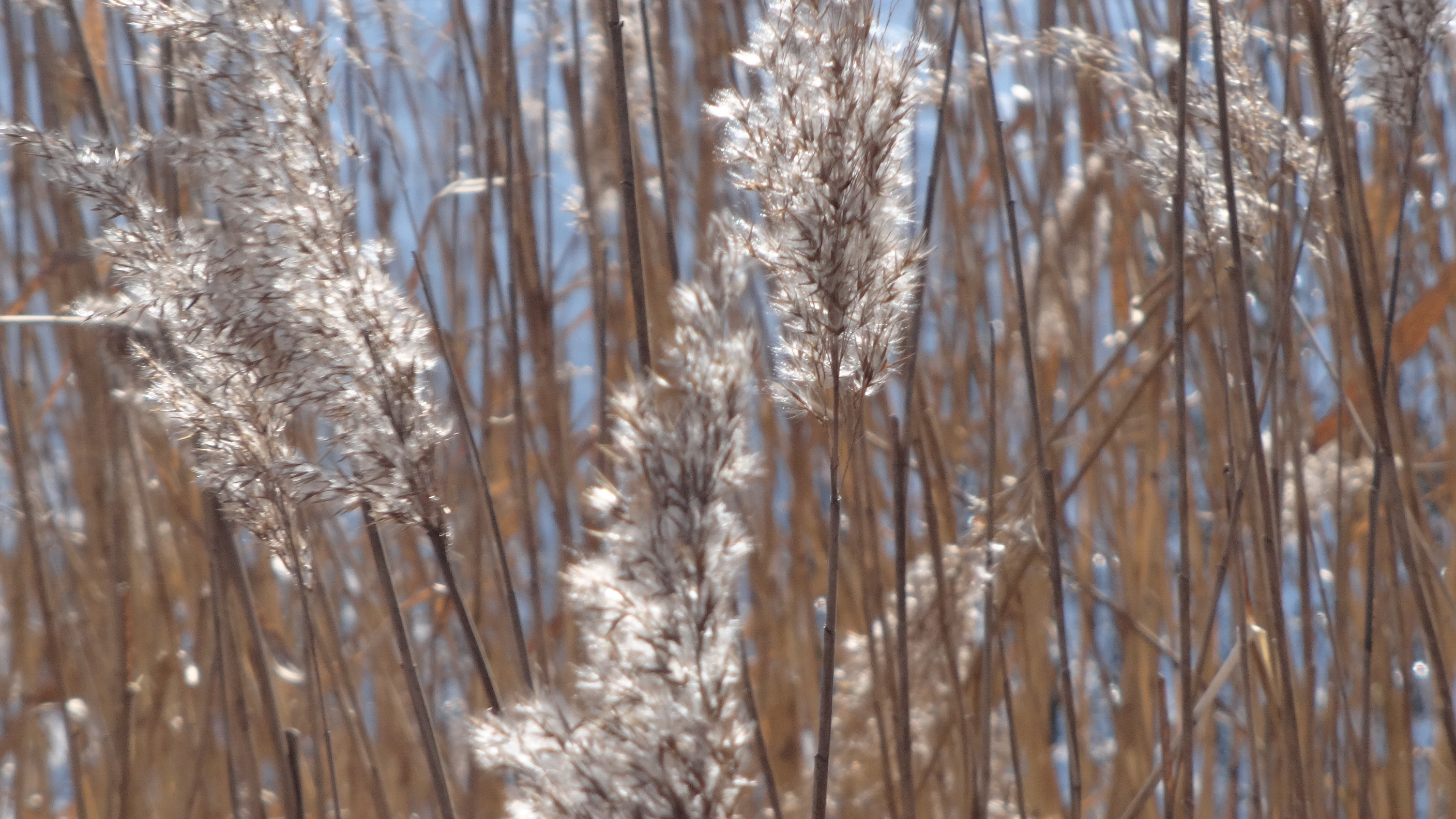
Тростник около заказника «Лебяжий». Фотография 2015 года

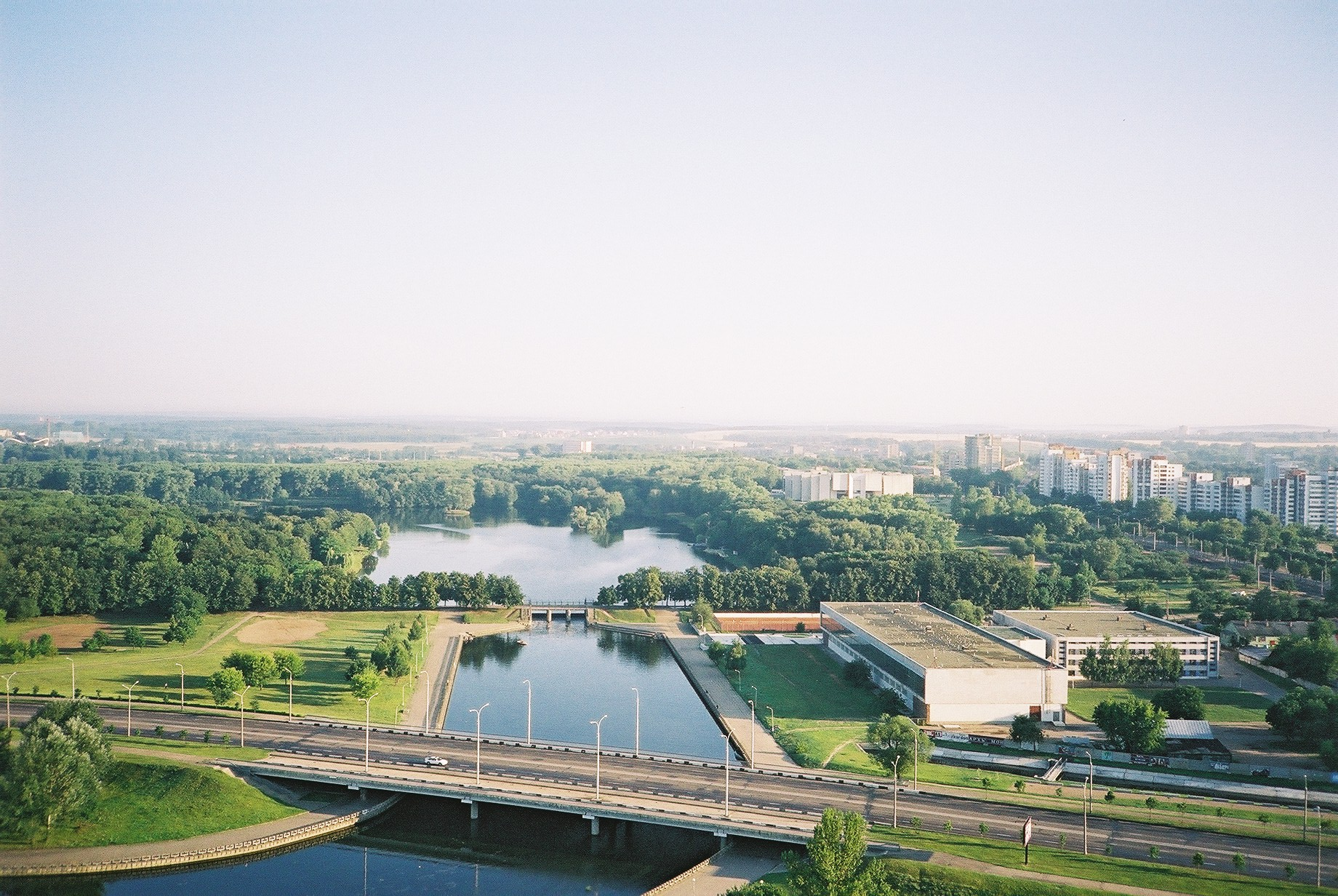
Парк Победы — центральная часть водно-зелёного диаметра Минска. Каскад на Комсомольском озере. Фотография 2002 года

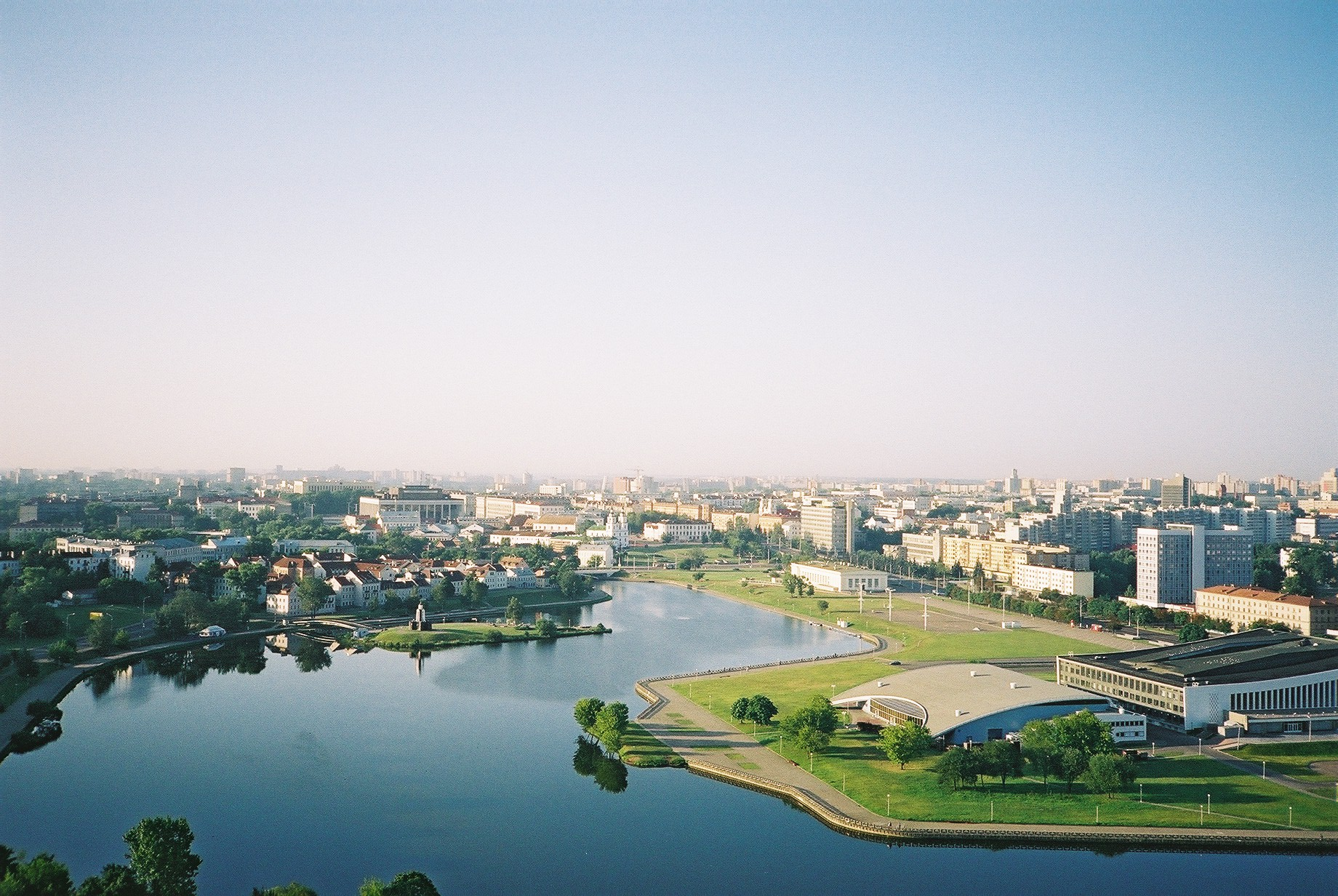
Водно-зелёный диаметр в центре Минска

В 2002—2006 годах в связи со строительством и вводом в эксплуатацию нового здания Национальной библиотеки Беларуси состоялось облагораживание прилегающей к зданию территории, которая является частью Слепянской водного полукруга (Слепянской водной системы). Однако осенью 2014 года началось строительство двухуровневой транспортной развязки на пересечении проспекта Независимости и улицы Филимонова (у здания Национальной библиотеки), в связи с чем была значительно сужена территория недавно благоустроенной прилегающей парковой зоны с обеих сторон проспекта, а также снесён бывший вход в парк. Двухуровневая развязка также «разрезала» пейзаж и панораму проспекта Независимости.

## Современное состояние объекта
Водно-зелёный диаметр Минска является композиционным стержнем городского плана и ландшафтной структуры города, а также его основной санирующей системой: выполняет функцию «лёгких» города, обеспечивает поддержание биологического и ландшафтного разнообразия, обеспечивает циркуляцию свежего воздуха вдоль всей магистрали, а потому имеет большое значение в оздоровлении окружающей среды и совершенствовании эстетических качеств ландшафта всего Минска. В городе создана экосистема, в условиях которой природа сама себя поддерживает и помогает человеку: полоса диаметра позволяет птицам и насекомым беспрепятственно попасть в центр города, съесть вредителей и опылить растения, и т. д. Если разделить сплошную природную территорию водно-зелёной системы города на отдельные парки, то этот эффект исчезнет.
Композиционной осью водно-зелёного диаметра является река Свислочь, на которой создан семиступенчатый каскад водохранилищ, проходящих через весь Минск: в пределах города — водохранилище Дрозды, Комсомольское озеро, водохранилище в парке имени Горького, Серебрянское водохранилище у ТЭЦ-2, Чижовское водохранилище; за пределами города — Заславское водохранилище и водохранилище Криница. На прилегающих к водохранилищам территориях располагаются набережные, сады и парки. К водно-зелёному диаметру примыкает биологический заказник республиканского значения «Лебяжий». Водно-зелёный диаметр на севере и на юге органично переходит в систему лесопаркового пояса пригородной зоны Минска.
Протяжённость диаметра от впуска Вилейско-Минской водной системы в Заславское водохранилище до плотины Чижовского водохранилища составляет 41 км; перепад высот водного каскада 28,6 метров. Общая площадь каскада от Заславского водохранилища до Чижовского водохранилища составляет около 2800 га.
В настоящее время диаметр условно разделён на северо-западную (от кольцевой дороги до Орловской улицы), центральную (от Орловской до Аранской улицы) и юго-восточную части (от Аранской улицы до кольцевой дороги). Во втором десятилетии XXI века водно-зелёный диаметр «разорван» в центральной части — от улицы Пулихова до Аранской улицы с обеих сторон Свислочи отсутствуют парки и значительные зелёные зоны.
В состав Минского водно-зелёного диаметра (и полуколец) входит свыше 20 «зелёных зон» (парков, скверов, бульваров, садов): парк Победы, сквер А. С. Пушкина, Троицкая гора (возле Большого театра оперы и балета), парк Марата Казея, парк имени Янки Купалы, Центральный детский парк имени Максима Горького, бульвар по улице Пулихова, парковые зоны в жилых районах Чижовка, Серебрянка и др. На территории минского водно-зелёного диаметра около водохранилища Дрозды находится дачный жилой комплекс «Дрозды», а с 1994 года — одна из резиденций Президента Беларуси.
Важную роль в пространственной композиции диаметра играют здания: Большой театр оперы и балета, павильон ВДНХ, Государственный литературный музей Янки Купалы, Белорусский государственный цирк, крытый каток в парке имени Максима Горького, стадион и другие объекты. Одним из двух планировочных «сердечников» Минска является также проспект Независимости, который пересекается с водно-зелёным диаметром Минска под прямым углом и представляет собой уникальный цельный и масштабный архитектурный ансамбль.
По данным Института экспериментальной ботаники им. Купревича НАН Беларуси, на территории «зелёных зон» диаметра растёт более 200 видов растений, из которых более 20 видов (таволожник, кувшинка жёлтая, сусак зонтичный, белокрыльник, ирис жёлтый, рогоз узколистный и др.) являются редкими для городской среды и интересны в целях озеленения Минска.

Растения в северо-западной части диаметра около водохранилища Дрозды
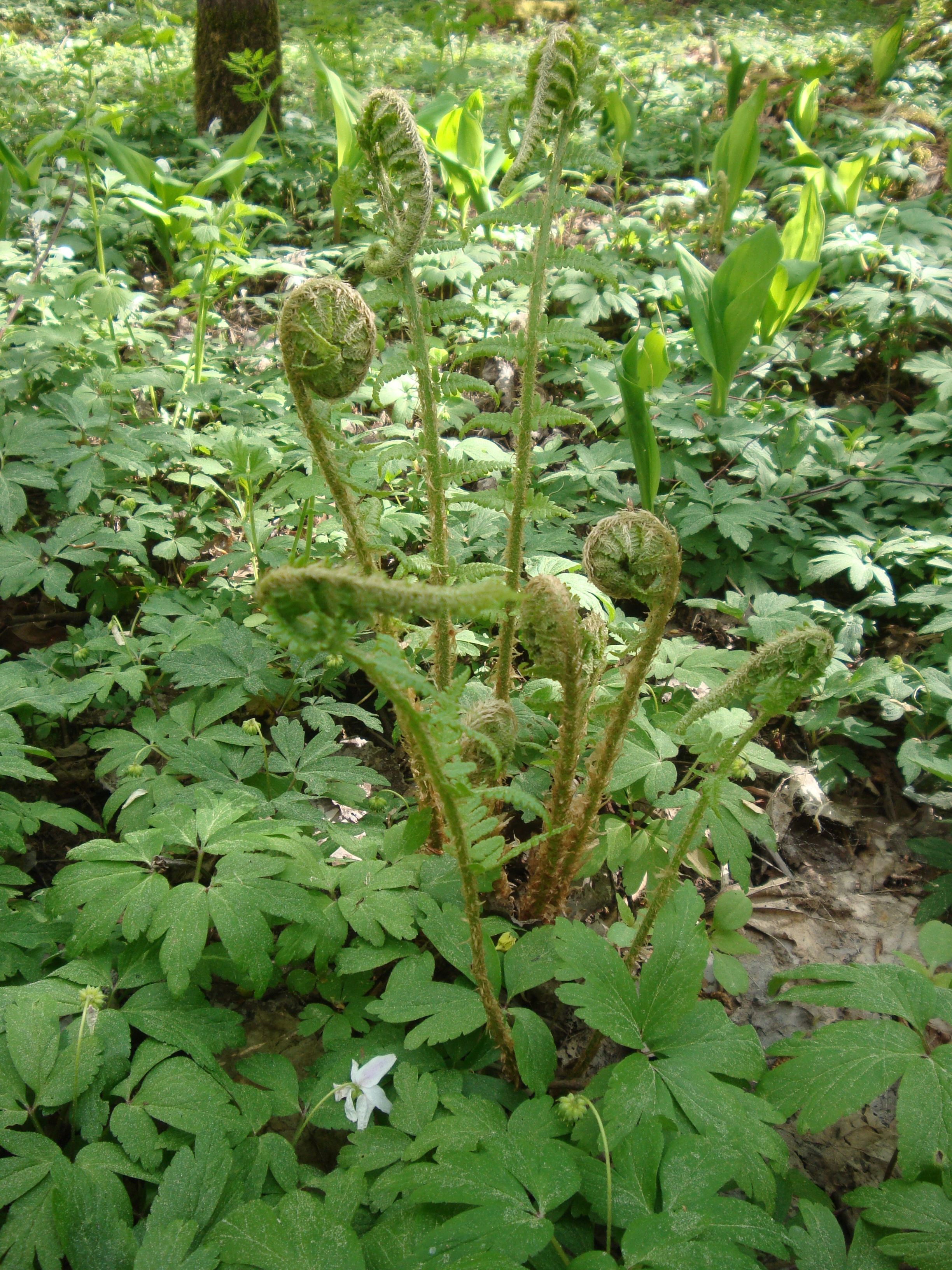
Папоротник
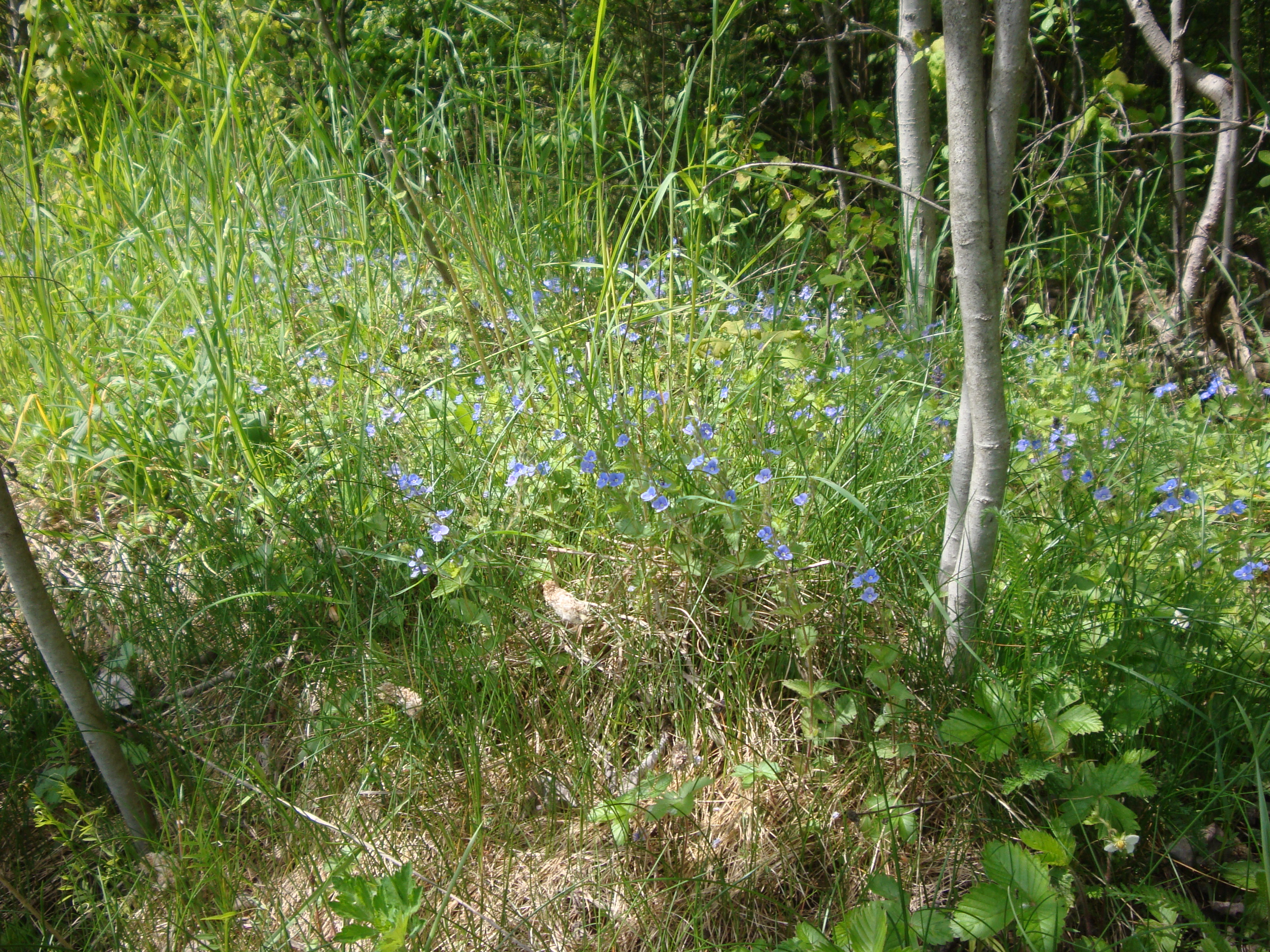
Вероника нитевидная
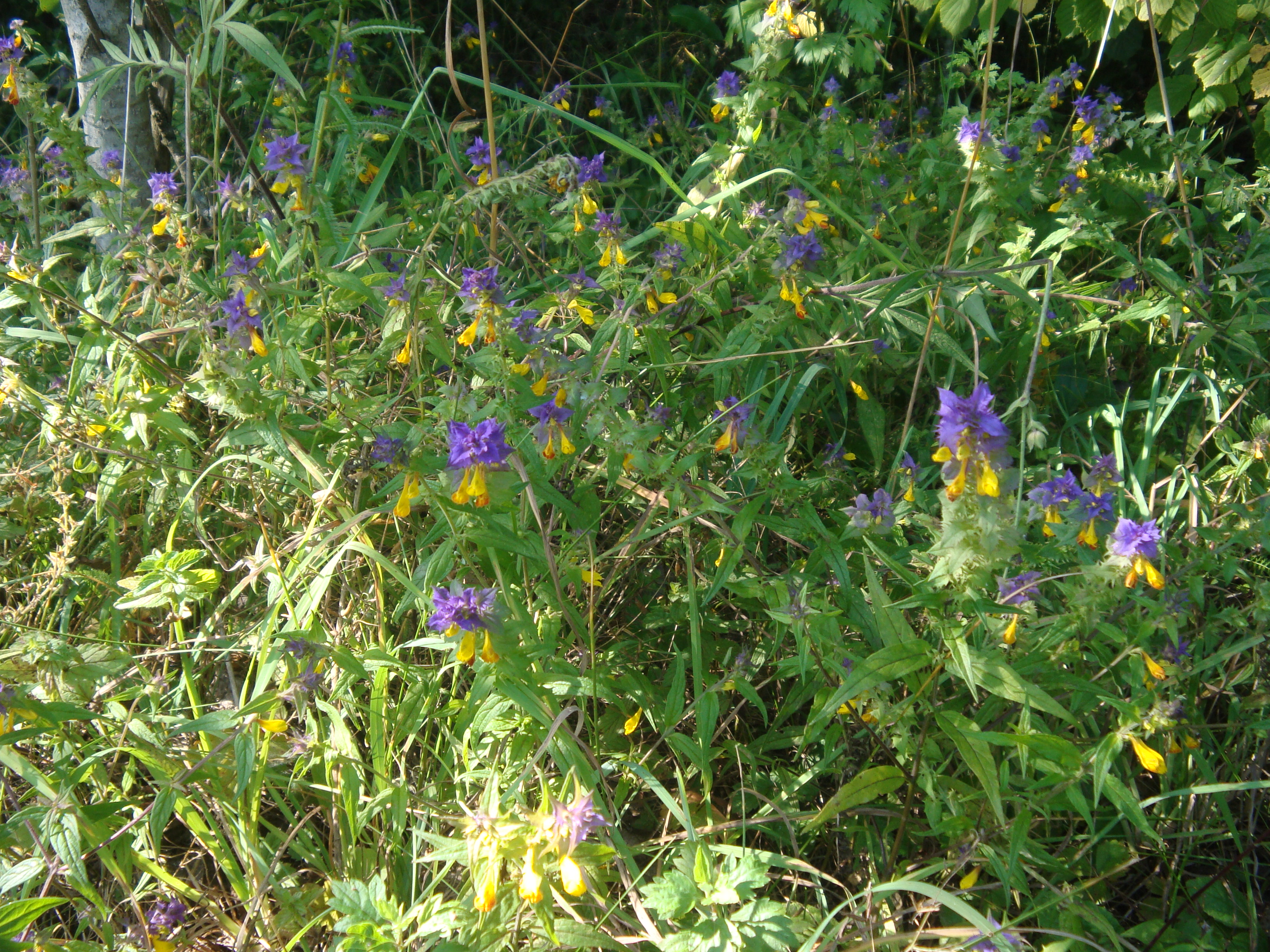
Иван-да-марья
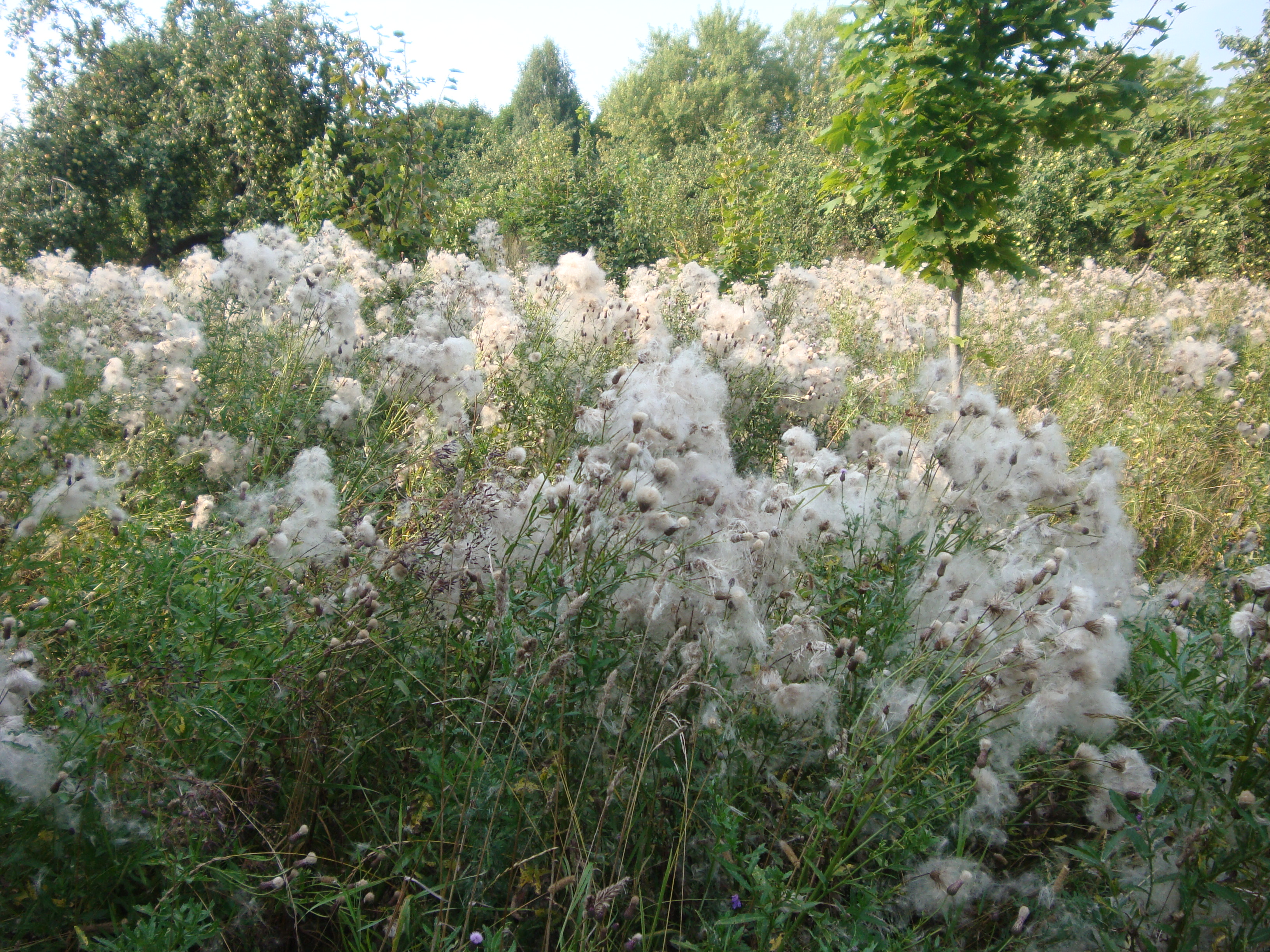
Бодяк полевой
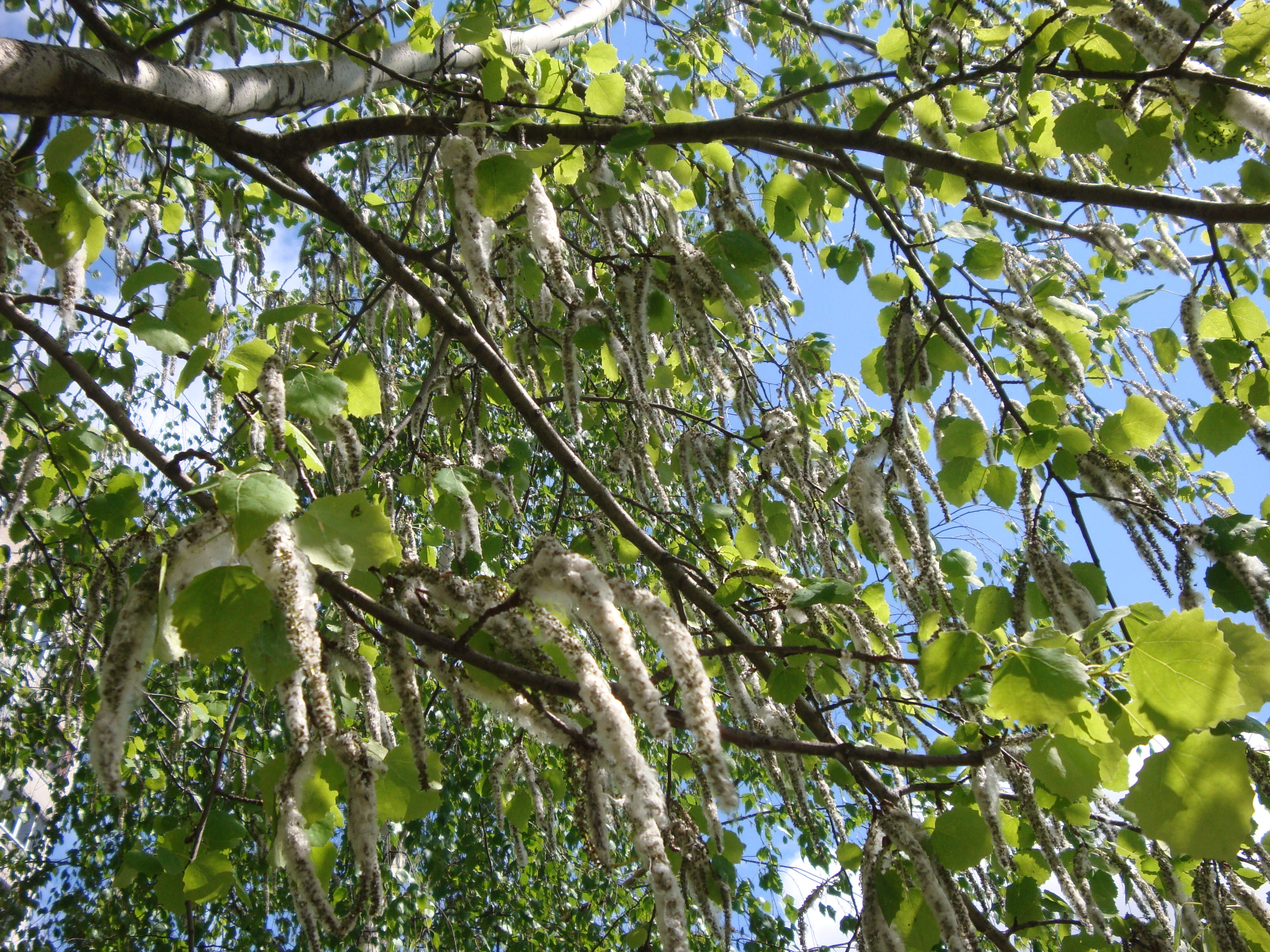
Цветение осины

По данным Научно-практического центра НАН Беларуси по биоресурсам, в «зелёных зонах» диаметра можно встретить не менее 200 видов птиц, из которых не менее 10 видов занесены в Красную книгу Беларуси. Здесь гнездятся такие редкие птицы, как большая выпь, сизая чайка, пустельга обыкновенная, коростель, зимородок, хохлатый жаворонок, малая выпь. На водно-зелёных зонах диаметра в период миграции также наблюдались чёрный аист, серый журавль и малый подорлик.

### Рекреационные функции диаметра

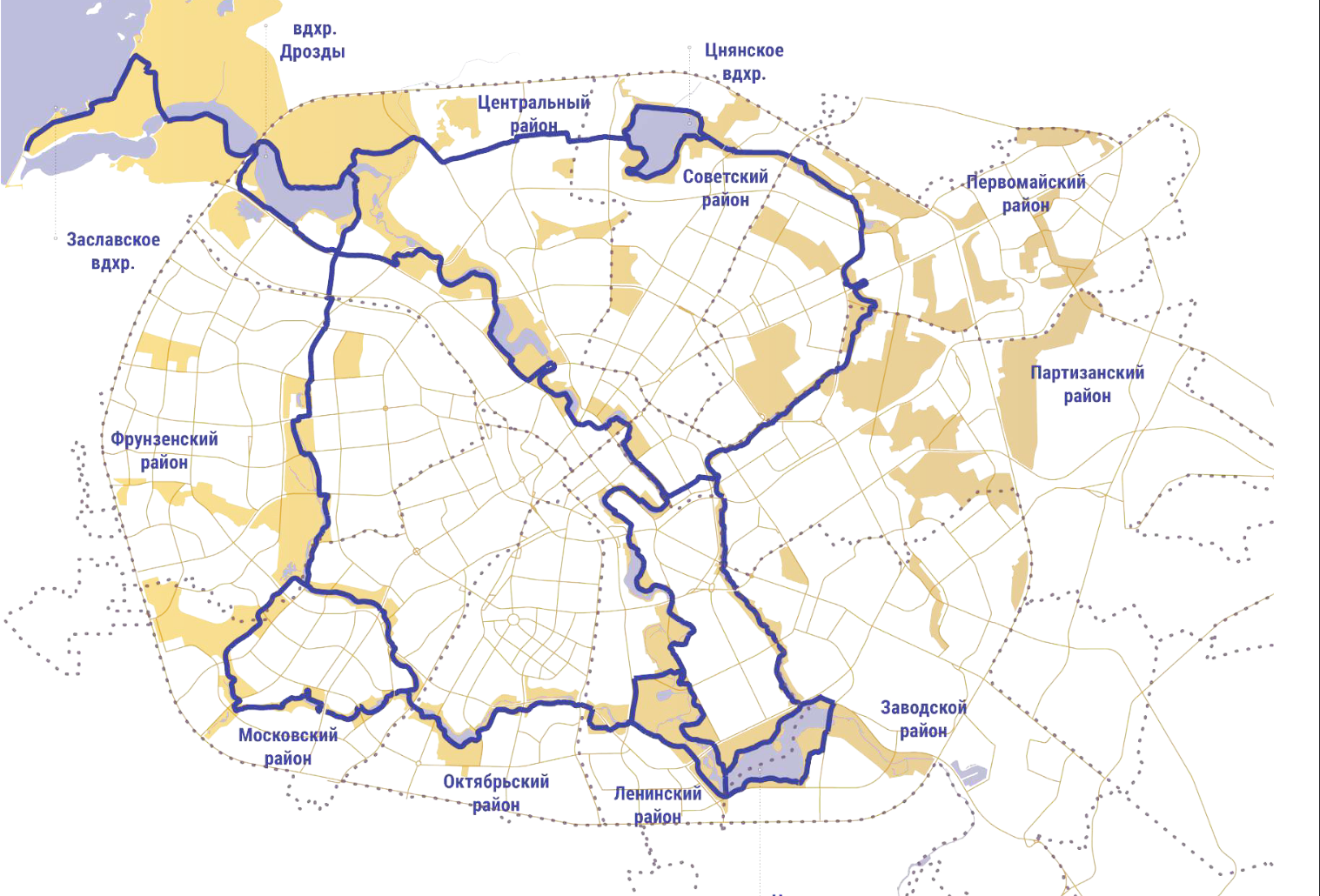
Карта «Зелёного велокольца»

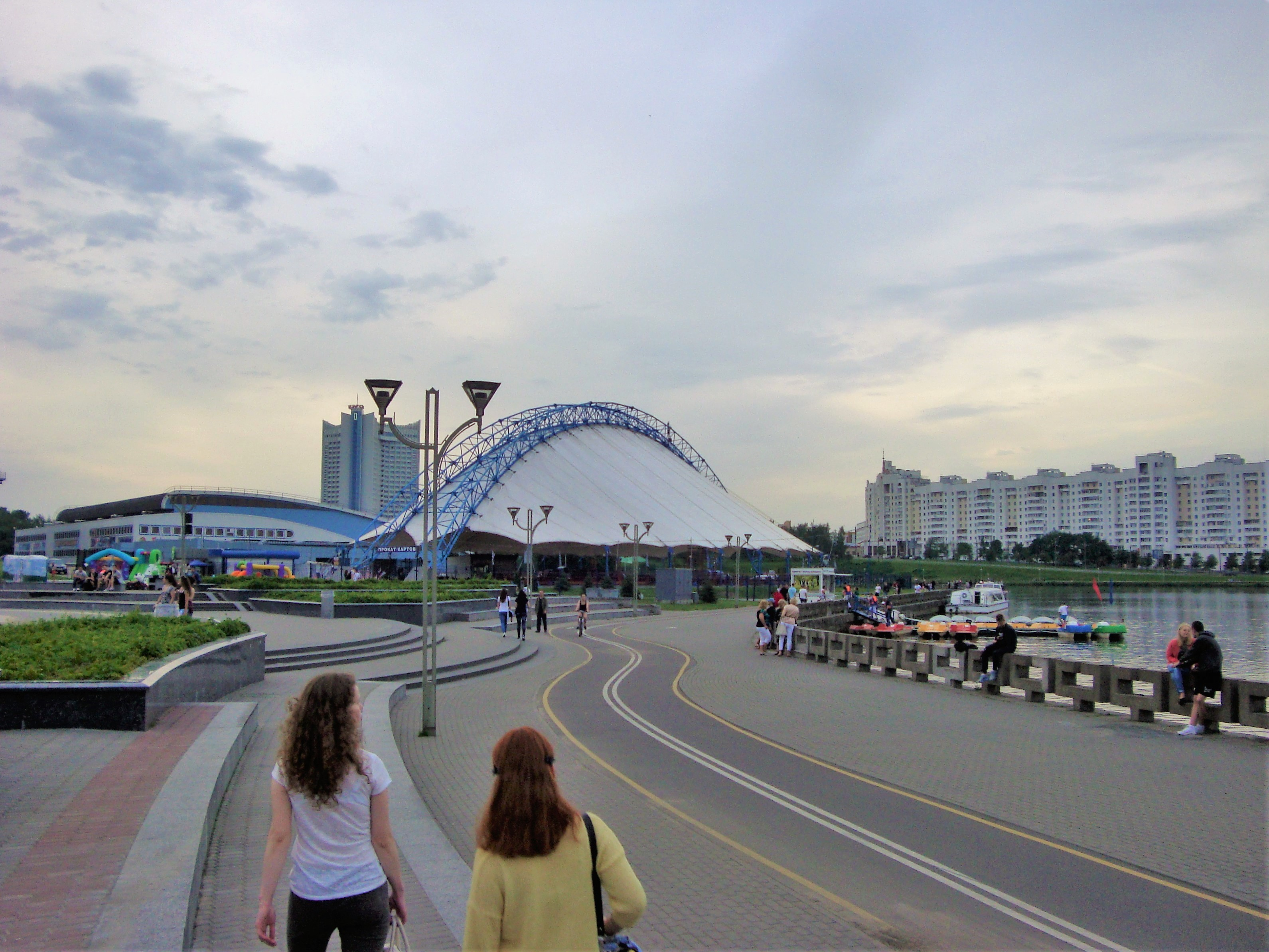
Минская велосипедная дорожка вдоль Свислочи в центральной части диаметра

Согласно статистике 2005 года, в водно-зелёном диаметре Минска, который должен выполнять рекреационные функции, отдыхали лишь около 1 % жителей города, причиной чему было отсутствие центров притяжения для отдыха и спорта; водно-зелёный диаметр пустовал 99 % времени.
Притягательным, популярным и полезным городским проектом на территории ландшафтно-рекреационной зоны для жителей города стала Минская велосипедная дорожка (общей длиной 26,8 км), которая была открыта 12 сентября 2009 года и проходит по водно-зелёному диаметру Минска через его парки от водохранилища Дрозды до микрорайона Шабаны. Были устроены и лыже-роликовые трассы в отдельных парках диаметра (от водохранилища Дрозды до территории футбольных полей), позволяющие проводить международные соревнования; разрабатываются проекты реконструкции отдельных парков и бульваров и строительства новых. Например, в парке имени 900-летия Минска во время реконструкции в 2013—2014 годах была создана лыже-роллерная трасса, детские и спортивные площадки, аттракционы и др., однако зона «зелёного оазиса» была значительно сужена строительством на его территории комплекса «Чижовка-Арена». В 2018 году Минское велосипедное общество разработало велосипедный маршрут «Зеленое велокольцо», который проходит по водно-зелёному диаметру Минска.
К концу первого десятилетия XXI века водно-зелёный диаметр всё же довольно слабо насыщен объектами искусства (в том числе интерактивного действия) и инфраструктурой отдыха и спорта; слабо развита безбарьерная среда для жителей; изредка звучит живая музыка; очевидной является бедность флористического наполнения за пределами парков и даже в самих парках, где многим деревьям более 40 лет. В начале XXI века общая площадь зелёных насаждений Минска составляла около 5820 га, однако ощущался дефицит ландшафтно-рекреационных территорий, так как из последних только 10 % были обустроены. Кроме того, не предпринимаются меры сохранить и использовать достоинства естественной флоры, характерной для местных широт, что подчеркнуло бы национальный характер природной среды (например, как это представлено в минском биологическом заказнике «Лебяжий»).

Отдых жителей Минска на территории диаметра
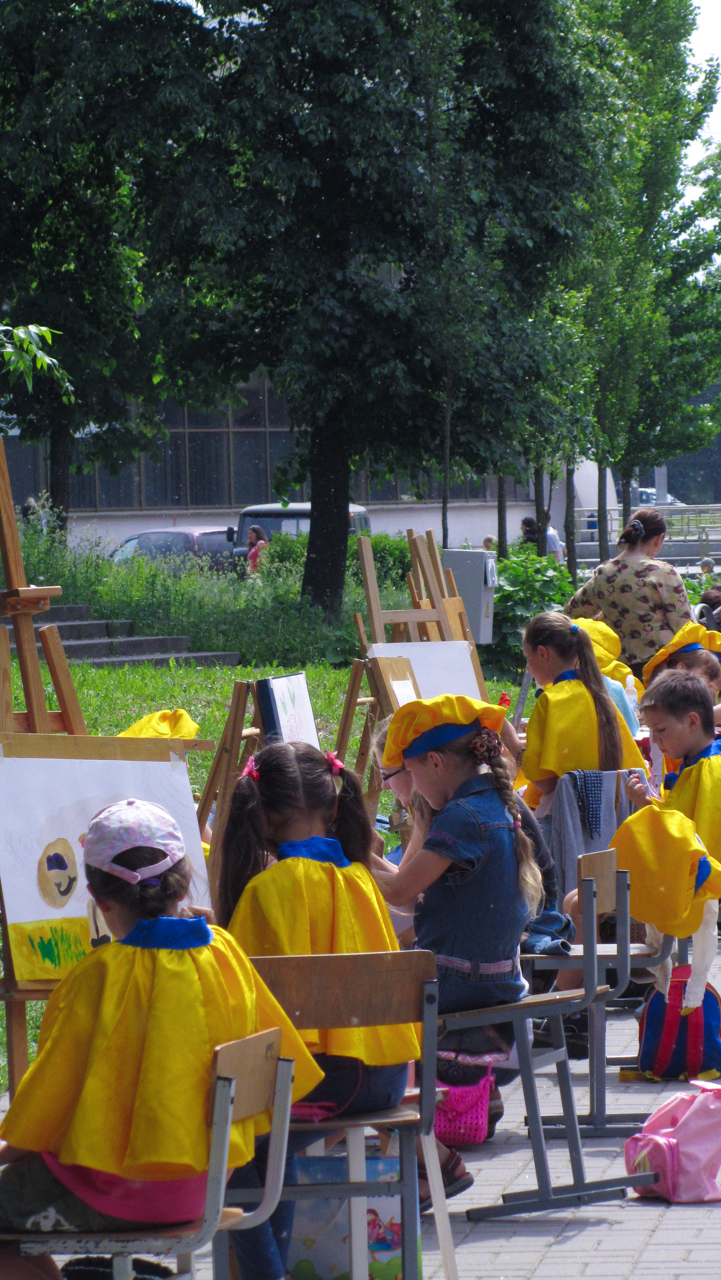
Дети рисуют в Международный день защиты детей
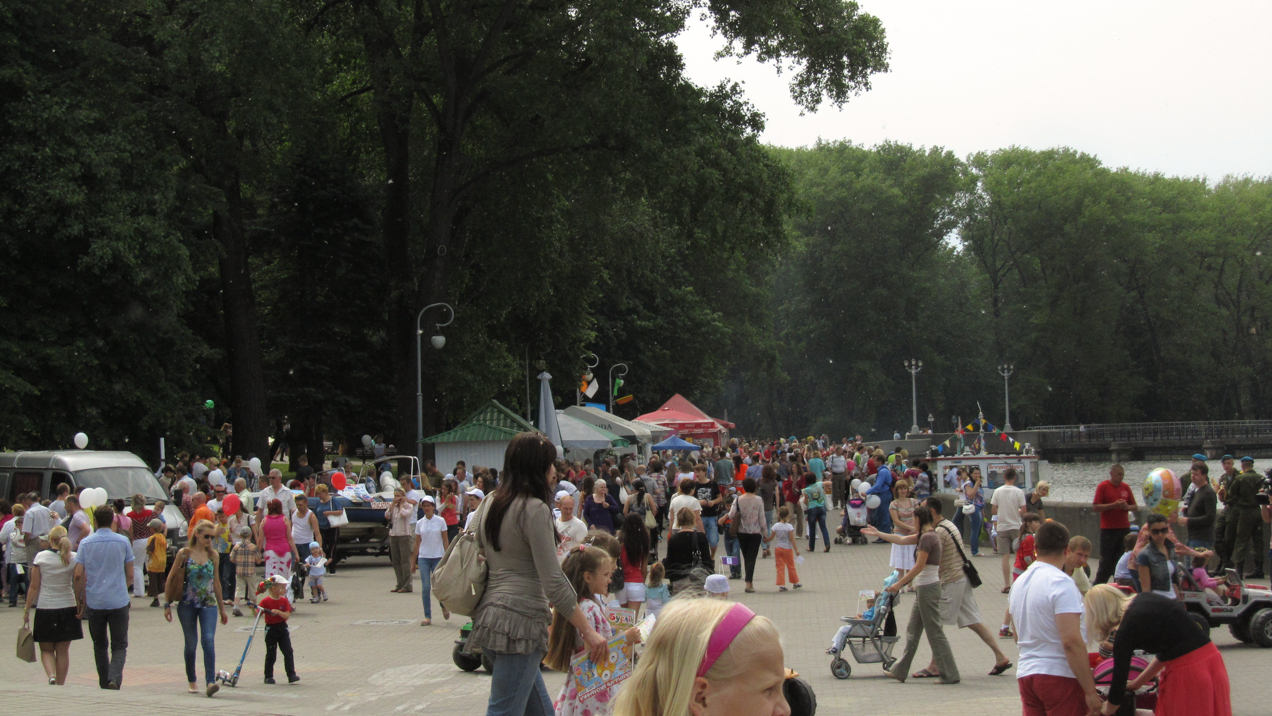
Центральный детский парк имени Максима Горького
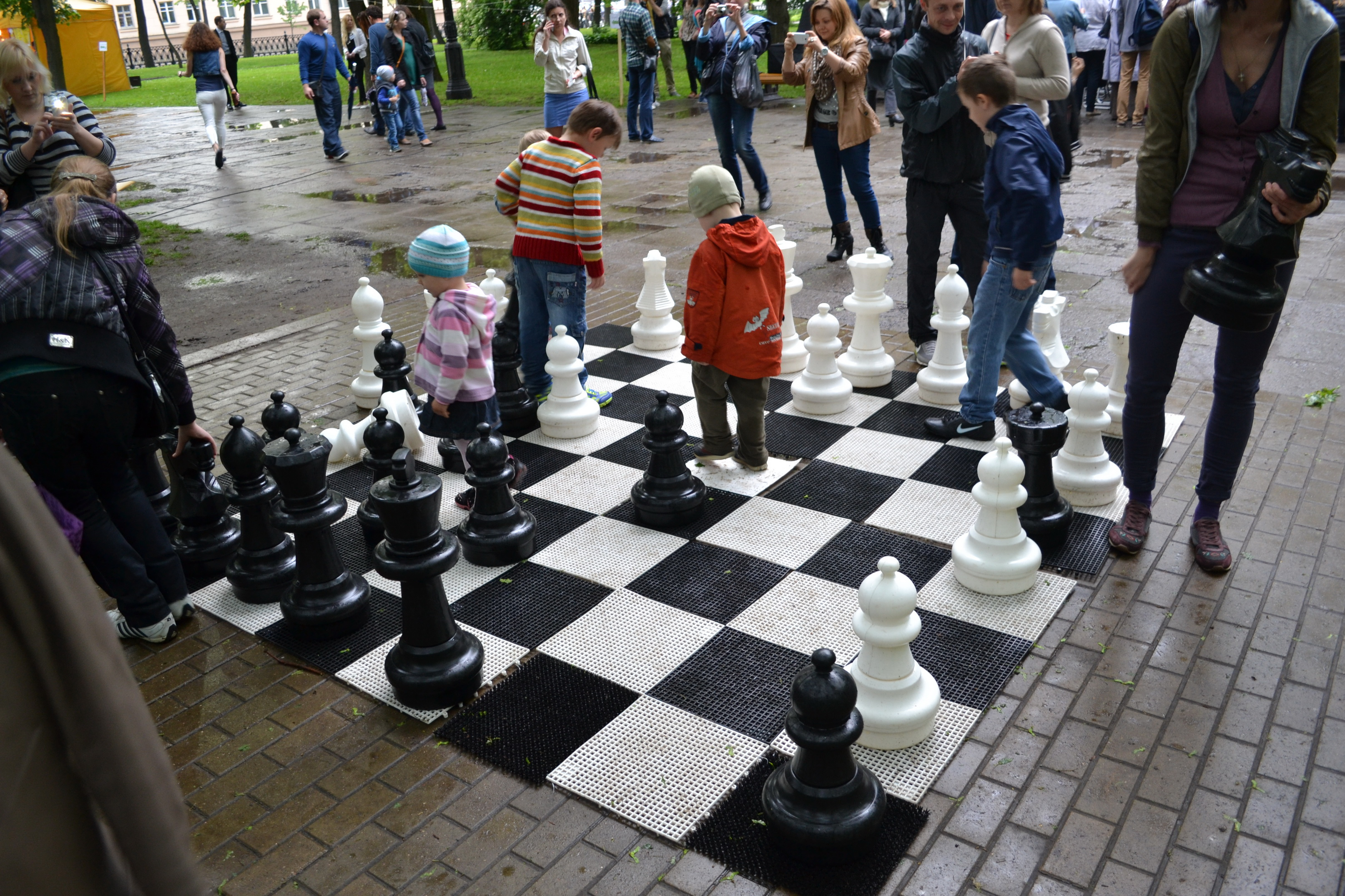
Дети играют в шахматы в парке имени Янки Купалы
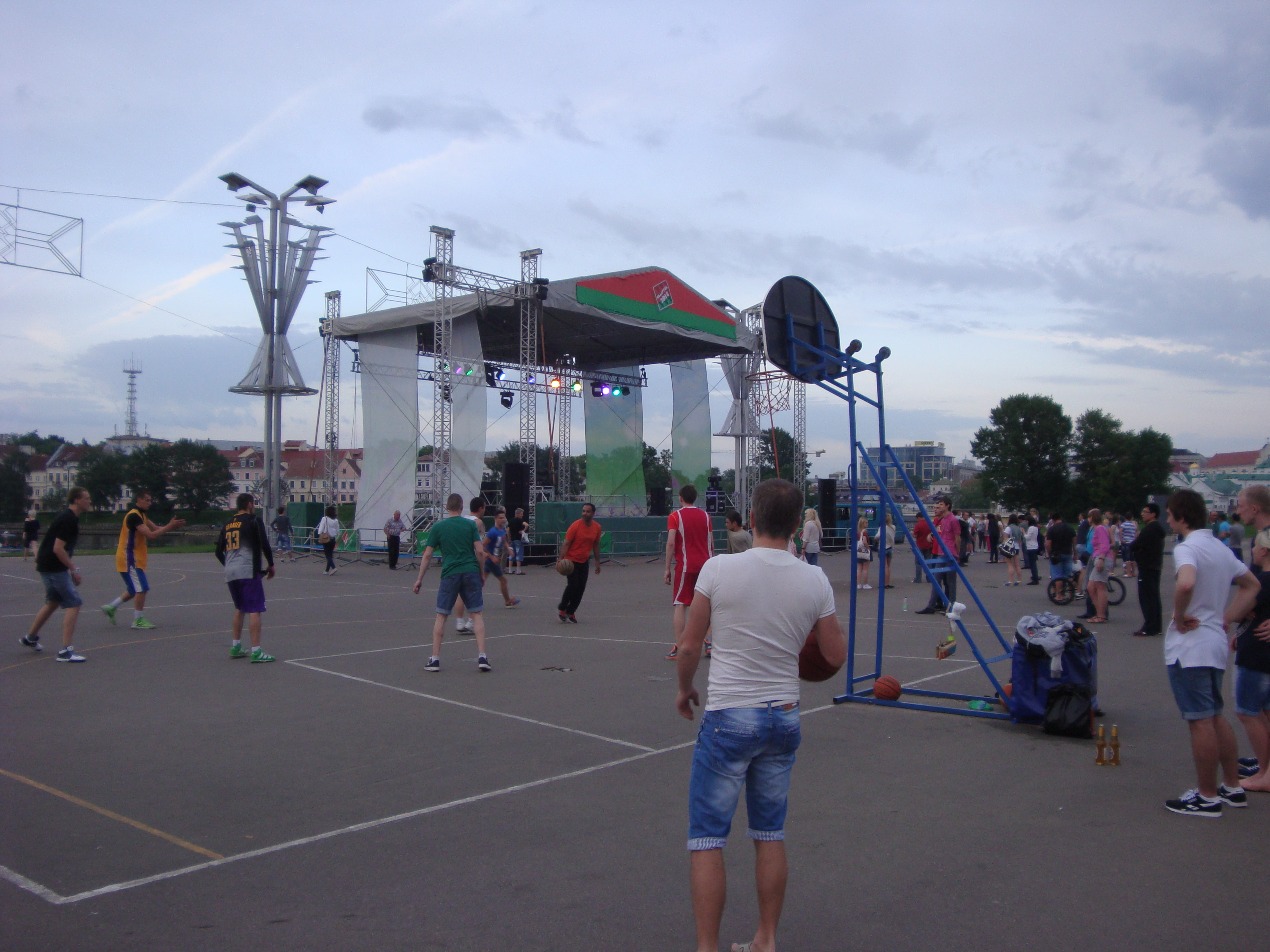
Игра в баскетбол около набережной Свислочи
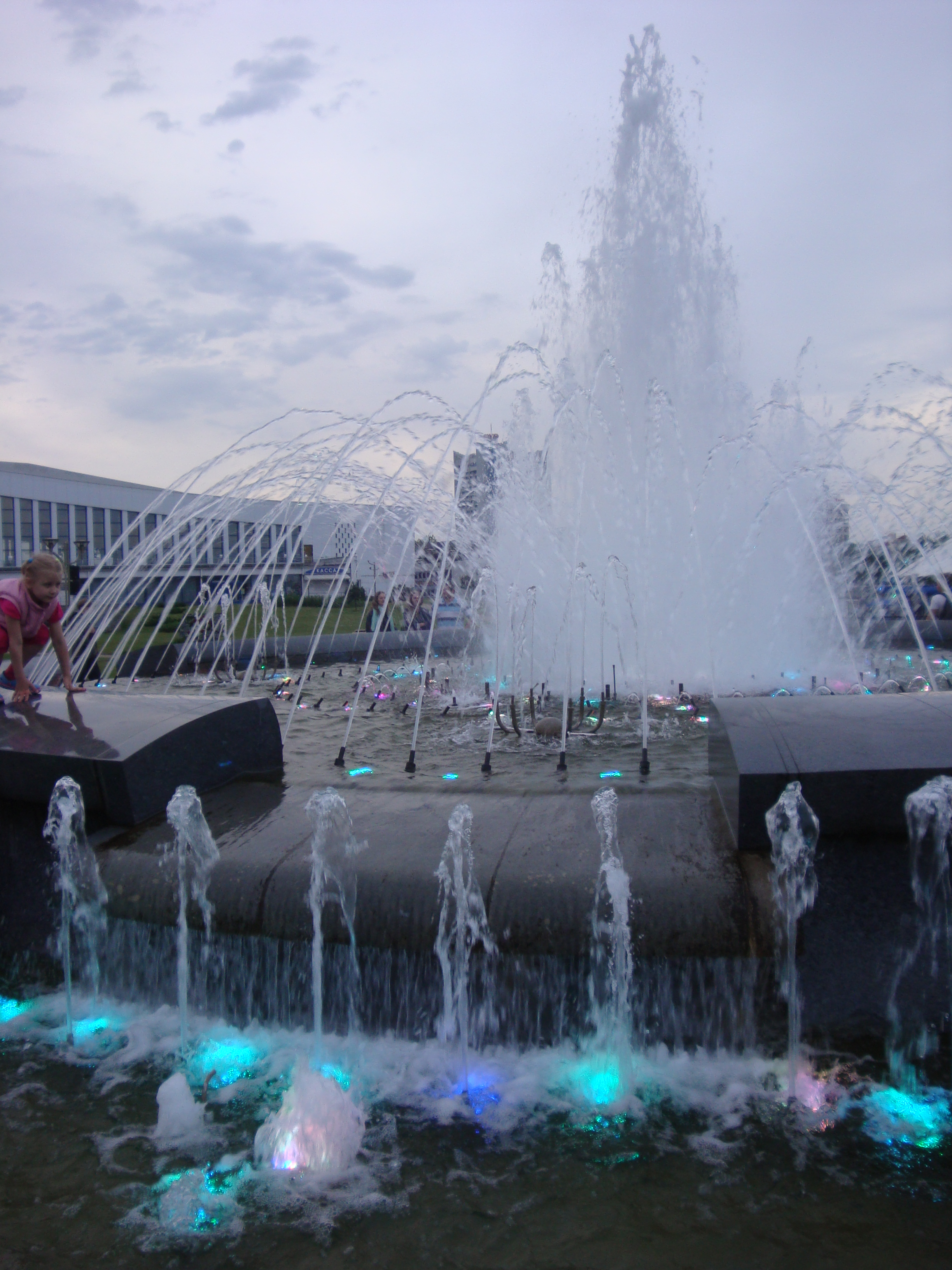
«Поющие фонтаны» возле набережной Свислочи

## Нарушение начальной концепции

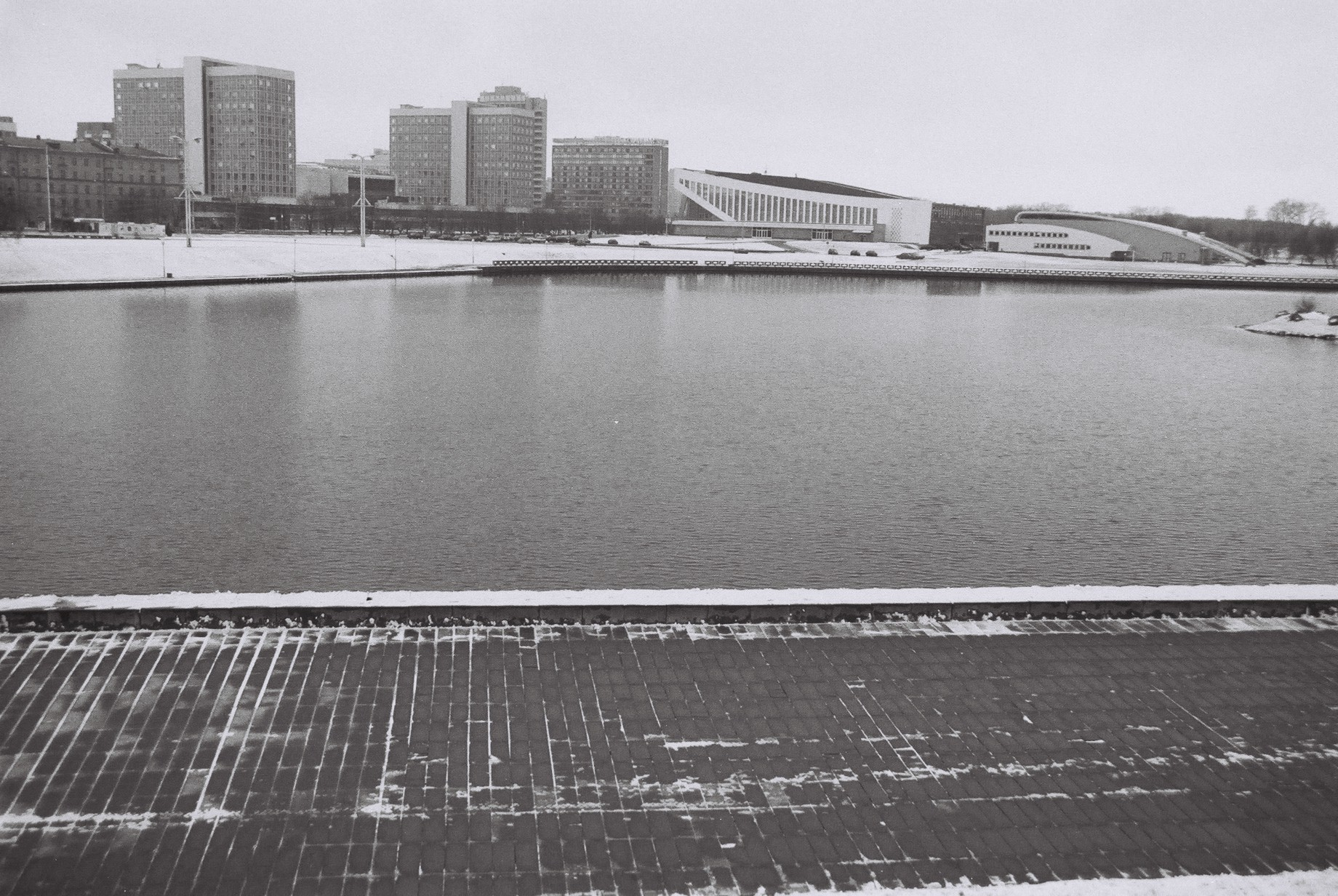
Минский дворец спорта (1966) и его малая арена (1999) в центральной части диаметра (слева)

К концу первого десятилетия XXI века идея неразрывного водно-зелёного диаметра (а тем более связанного с водно-парковом колесом и дополнительными «зелёными клиньями») не является реализованной, а на территории парков, бульваров и скверов водно-зелёного диаметра Минска постепенно появляются массивные здания, которые даже между собой имеют слабые композиционные связи.
Нарушение первоначальной концепции, которая не предусматривала строительство домов на территории водно-зелёного диаметра, а также по сторонам ограничивающих его улиц, началось ещё в советскую эпоху во время создания проекта. Так, на территории центральной части диаметра в 1963—1966 годах был построен Дворец спорта, спроектированный коллективом архитекторов во главе с Сергеем Филимоновым ещё до утверждения генерального плана 1965 года, хотя коллеги-архитекторы громко протестовали и настаивали, чтобы дворец построили на другой стороне Парковой магистрали, а не среди зелени лугов и садов, стараясь сберечь чистоту задумки водно-зелёного диаметра. 

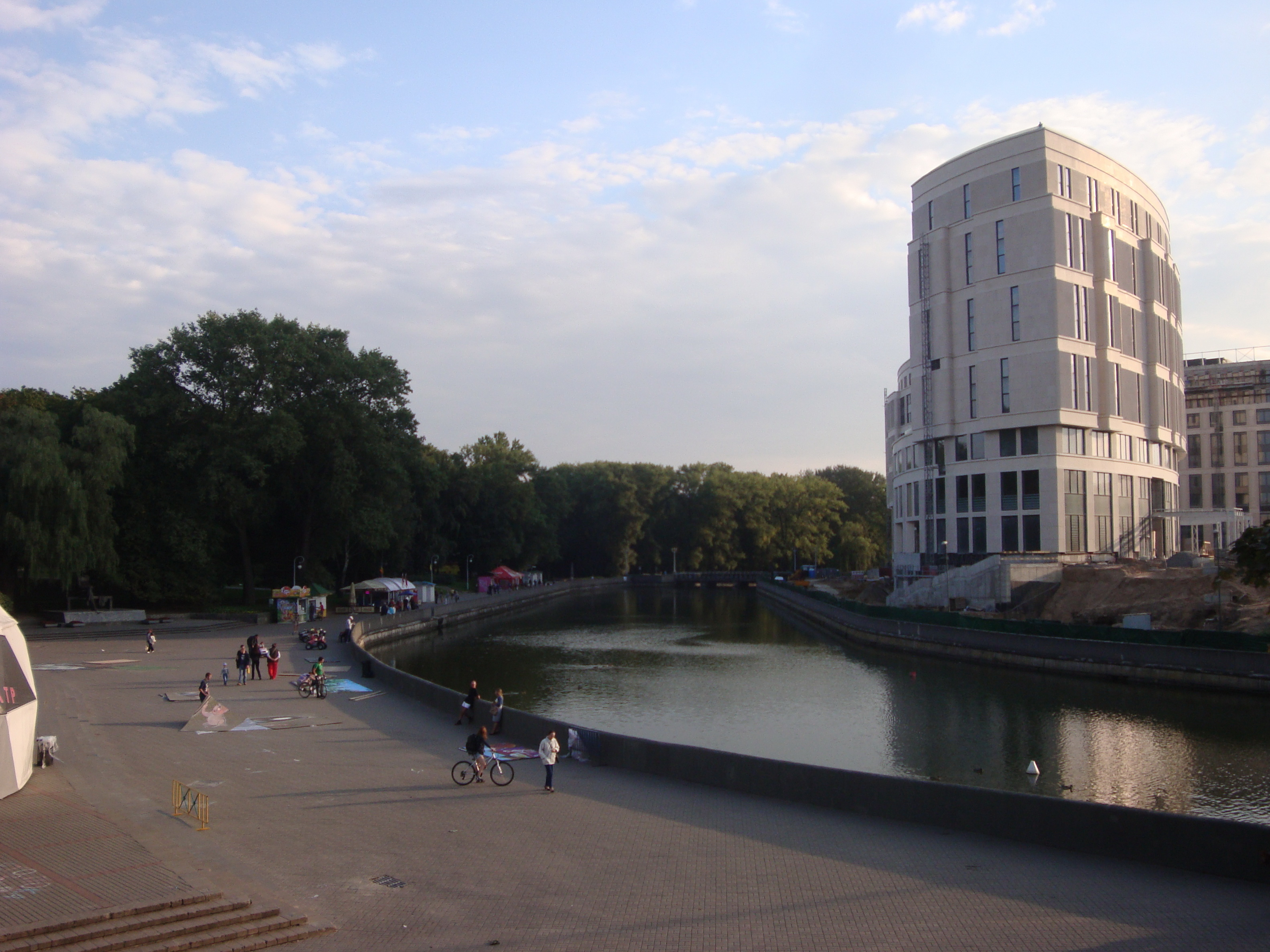
Застройка в самом узкой части диаметра — строительство отеля «Кемпински» (справа)

Самые же значительные отступления от первоначальной концепции чистоты водно-зелёного диаметра от застроек начались в новый исторический период — с конца 1990-х годов. Это вызвало критику ряда белорусских архитекторов (Юрия Григорьева, Михаила Гаухфельда, Виктора Крамаренко и др.). Однако многие из критиков застройки диаметра при этом становились и авторами построек, сужавших зелёную зону диаметра. Так, ещё в 1980-е годы в центральной части диаметра именно по проекту Юрия Григорьева было построено общежитие БГУ для иностранных студентов на улице Октябрьской, по проекту Михаила Гаухфельда в 2002 году в северной части диаметра был построен Футбольный манеж, а по проекту Крамаренко — новое здание Музея истории Великой Отечественной войны в 2014 году. Таким же сужением зелёной рекреационной зоны северной части диаметра стало строительство малой арены минского Дворца спорта в 1999 году, главных офисов белорусских федерации футбола и гребли, центра «Мир фитнеса», гипермаркета «ProStore», нового здания главного офиса Белорусского калийной компании (так называемый рубиновый «Кристалл» (2012 год), сейчас передан под главный офис Банка развития Беларуси), Дворца Независимости и Площади Государственного флага (2013 год), аквапарка «Лебяжий» (2014 год) и других объектов административного, офисного, коммерческого и жилищного назначения между проспектом Победителей и рекой Свислочь, а также между рекой Свислочь и Нововиленским трактом. 26 марта 2015 года был подписан указ о начале строительства нового здания Верховного Суда Республики Беларусь в пределах водно-зелёного диаметра на улице Орловской, для чего из состава ландшафтно-рекреационной зоны был выведен участок земли вдоль Свислочи.

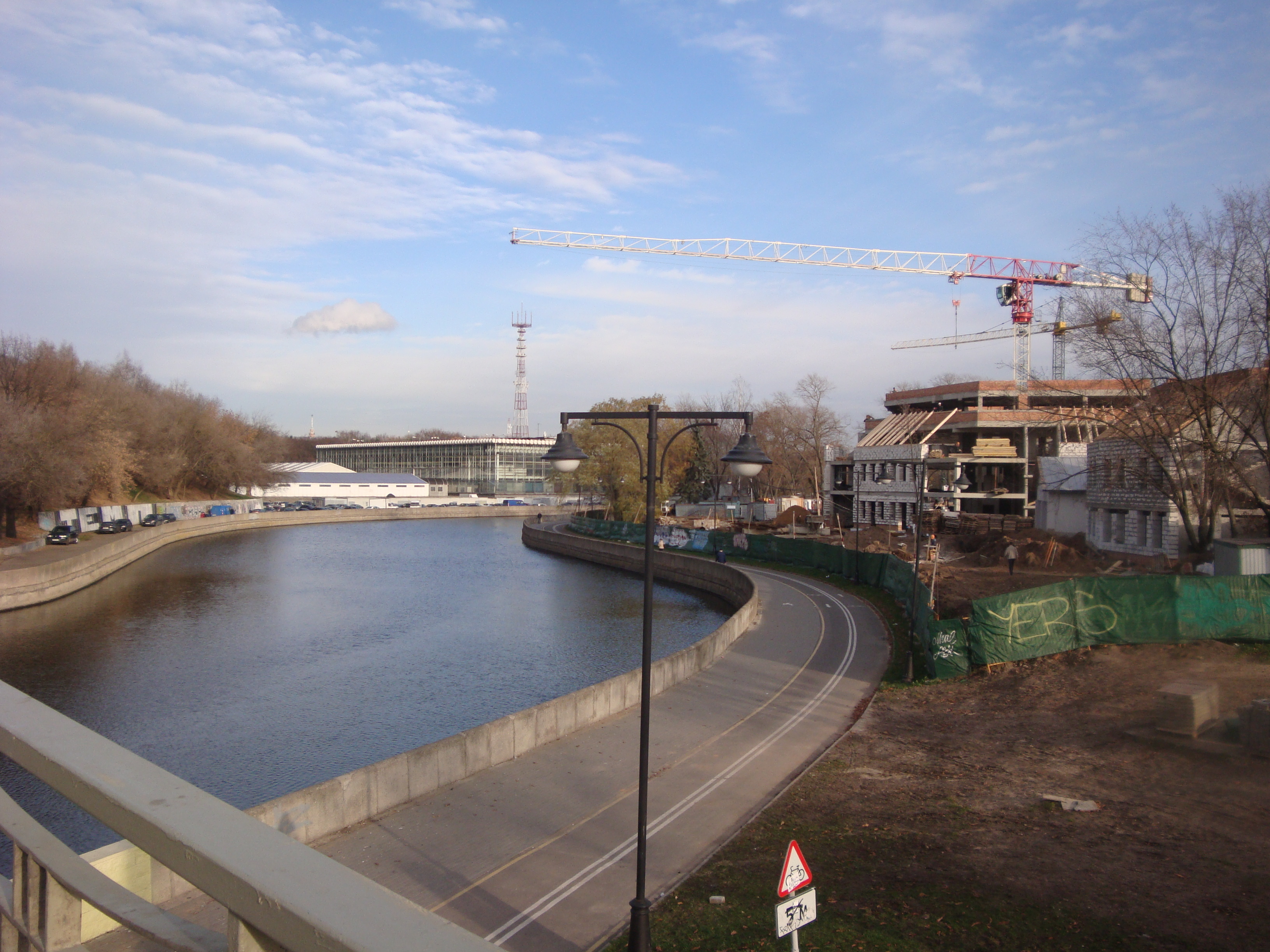
Застройка в узкой части диаметра — вдоль Минской велосипедной дорожки и улицы Зыбицкой (справа)

Сужение зелёной зоны происходило и в центральной части диаметра. Особенно отрицательную реакцию жителей и архитекторов-специалистов вызвало строительство с декабря 2011 года гостиницы «Пекин» на территории парка 40-летия Октября. Жители-активисты и представители белорусской партии «зелёных» потребовали остановить застройку парка и вырубку деревьев, угрожающую экологии района. Городские власти заявили, что парка 40-летия Октября не существует юридически, так как он отсутствует в земельном кадастре Минска, и пообещали увеличить площадь парковой зоны, засадив в том районе больше деревьев, а также благоустроить окружающую территорию.
Большой градостроительной неудачей многие архитекторы посчитали и строительство отеля «Кемпински» (около Белорусского государственного цирка) в центральной части диаметра, причём в его самом узком месте, что фактически создало ещё один разрыв в сплошной парковой зоне диаметра. Отмечалось, что огромный отель «Кемпински» не только угрожает циркуляции воздуха и сохранению рекреационной функции зоны, но и вредит архитектурному ансамблю проспекта Независимости, застроенного в стиле «сталинского ампира», в том числе накладывается грубым силуэтом на монумент Победы на площади Победы. На месте строительства отеля «Кемпински» было уничтожено здание первой минской электростанции — памятника промышленной архитектуры начала XX века, который находился под защитой закона.
На территории южной части диаметра вдоль улицы Маяковского вместо организации там парковой территории также идёт тотальная застройка зелёной зоны с обеих сторон реки Свислочь. Большой участок красочного ландшафта около Чижовского водохранилища был отрезан от парка имени 900-летия Минска после начала строительства на его территории комплекса «Чижовка-Арена». Новое строительство также угрожает реализации связности Лошицкой водной системы и созданию водно-зелёного полукольца по реке Лошица до лесопарка Медвежино, парка Курасовщина, парка Тиволи и парка 60-летия Октября — и далее до соединения с рекой Свислочь
С 2000-х годов стало тенденцией выведение ландшафтно-рекреационных зон Минска в другие функциональные зоны под застройку объектами не рекреационного назначения, в том числе парковками. Это нарушает целостность комплекса, экологичность территории и концепцию как водно-зелёного диаметра, так и водно-зелёной системы Минска в целом. Согласно белорусскому законодательству, строительство в этой зоне не может осуществляться даже при положительном мнении местной общественности, однако в реальности ландшафтно-рекреационные зоны являются самыми незащищёнными в правовом плане территориями.

## Перспективы развития
Генеральный план Минска в редакции 2010 года включал в себя цели развития водно-зелёного диаметра, позже они были повторены и в редакции 2016 года:
1. создать парковый комплекс в центральной части диаметра — территориально, функционально и композиционно взаимосвязанные парки, бульвары, набережные и водоёмы, которые должны войти в состав в водно-зелёного диаметра и образовать с прилегающей застройкой единый архитектурно-ландшафтный ансамбль[58];
2. сформировать парковый комплекс вдоль проспекта Победителей[59];
3. сформировать парки общегородского значения вдоль реки Свислочь в юго-восточной части водно-зелёного диаметра (исторический парк «Лошица», природный парк, зоопарк)[58].

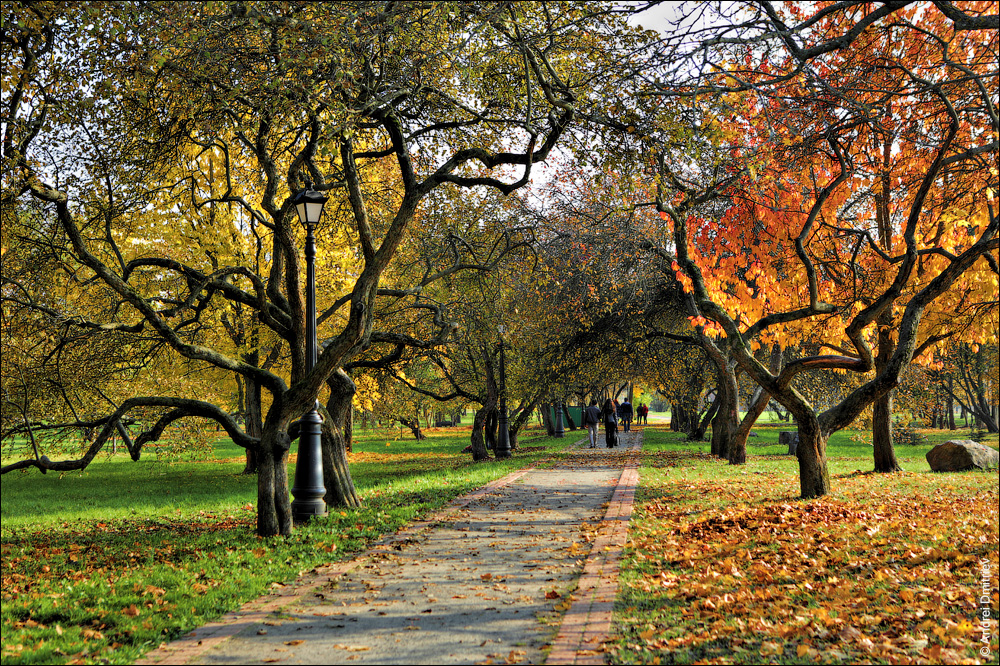
Парковая зона в Минске

Предусматриваются и другие мероприятия по формированию природных парков и комплексному озеленению ландшафтно-рекреационных территорий в разных уголках города, в том числе на территориях водно-зелёных полуколец. Генеральный план также требует исключить размещение капитальных объектов всех видов строительства на территориях линейных ландшафтно-рекреационных объектов (бульваров, скверов). Из-за отсутствия соответствующего ухода и финансирования многие уже созданные элементы водно-зелёного диаметра и водно-зелёной системы на протяжении времени приходили в упадок. В мае 2017 года был открыт реконструированный участок набережной в Троицком предместье.

## Оценки специалистов
В 1989 году коллектив авторов проекта (архитекторы Николай Жлоба, Борис Юртин, Василиса Шильниковская, Людмила Жлоба, Людмила Белякова, Дмитрий Геращенко, инженер Александр Самончик) получил Государственную премию СССР в области архитектуры за архитектурно-ландшафтный комплекс Слепянского водного полукруга. Этот объект городской ландшафтной архитектуры Минска также был удостоен большой статьи в авторитетной «Всемирной энциклопедии архитектуры». В энциклопедию были включены четыре статьи об архитектурных объектах Беларуси, но именно статья о Слепянской водной системе является наибольшей по размеру.

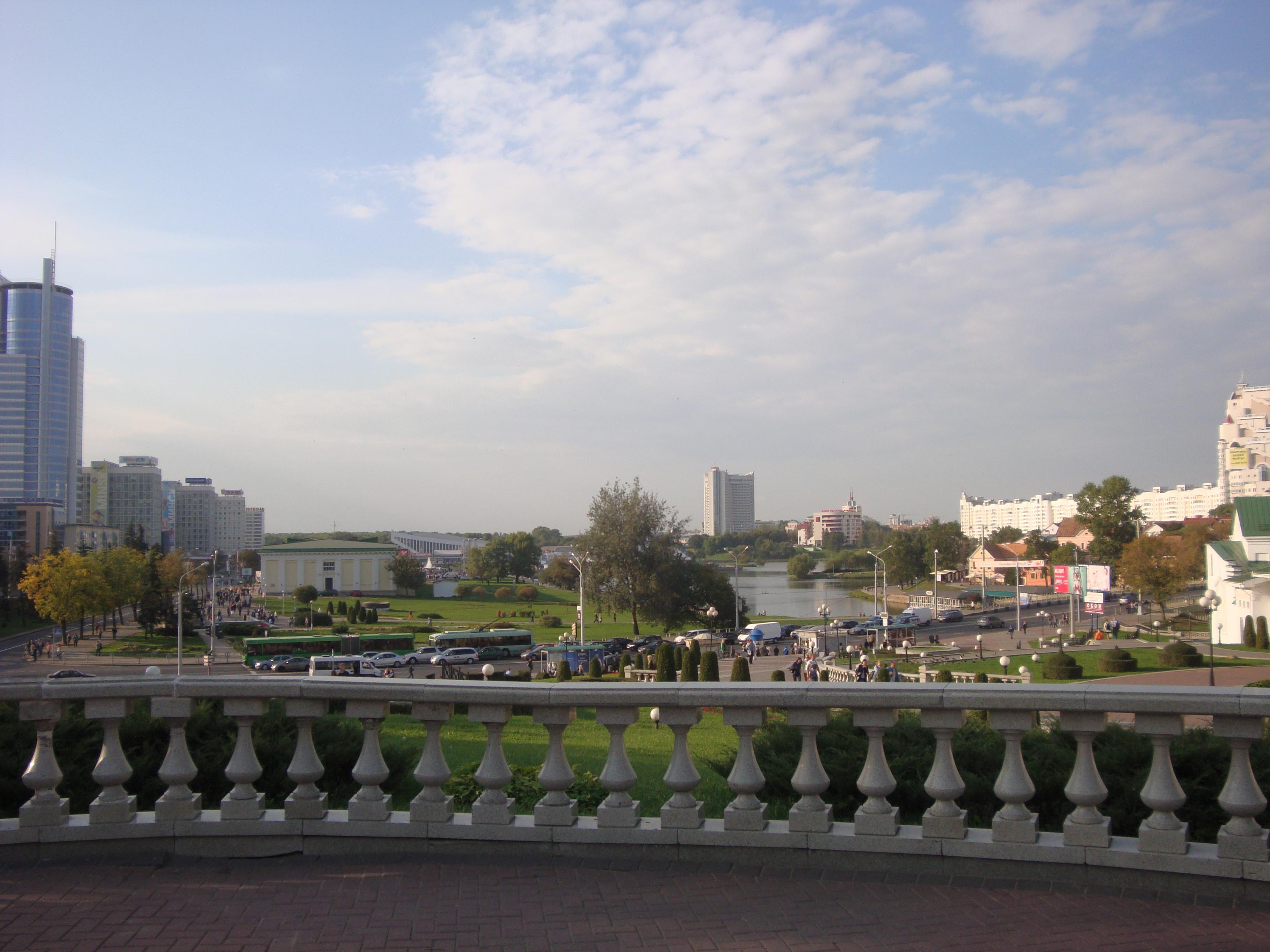
Центральная часть диаметра с площадки Кафедрального собора Сошествия Святого Духа

По оценке белорусского культуролога, искусствоведа и историка архитектуры Сергея Хоревского, водно-зелёный диаметр (и шире — вся водно-зелёная система Минска) является ценным отличием города в плане природо-ландшафтного строительства от других столиц мира, имеет большую экологическую и историческую (некоторые парки и леса Минска насчитывают как минимум 200-летнюю историю) значимость для жителей Минска. Хоревский считает, что чем больше в парках бетона, тем менее функциональными они становятся, и выступает с предложениями не застраивать территорию водно-зелёной системы, а наоборот — создать на ней лучшие образцы ландшафтного дизайна (с возможностью «прикоснуться к воде») для усиления оздоровительно-рекреационной функции данной зоны, пригласив к участию лучших специалистов мира, и сделать из этого уникальный бренд.
По оценке российского архитектора и главного архитектора Минска (1974—1986) Юрия Григорьева, минский водно-зелёный диаметр с его обилием зелёных зон и водно-рекреационных ресурсов являлся визитной карточкой белорусской столицы, пока не началась его застройка непрофильными зданиями и нарушение целостности, что в конечном итоге приведёт к потере рекреационной функции данной зоны. Григорьев указал, что водно-зелёный диаметр в Минске является уникальным творением: ни один мегаполис не имеет такого образования, которое захватывало бы и жилые районы. Кроме того, он отметил, что в отличие от Москвы, где река отделена с двух сторон магистралями, оторвана от людей и не работает как экологическая и рекреационная система, в Минске водно-зелёный диаметр приближен для людей и очень полезен для сухопутного города.

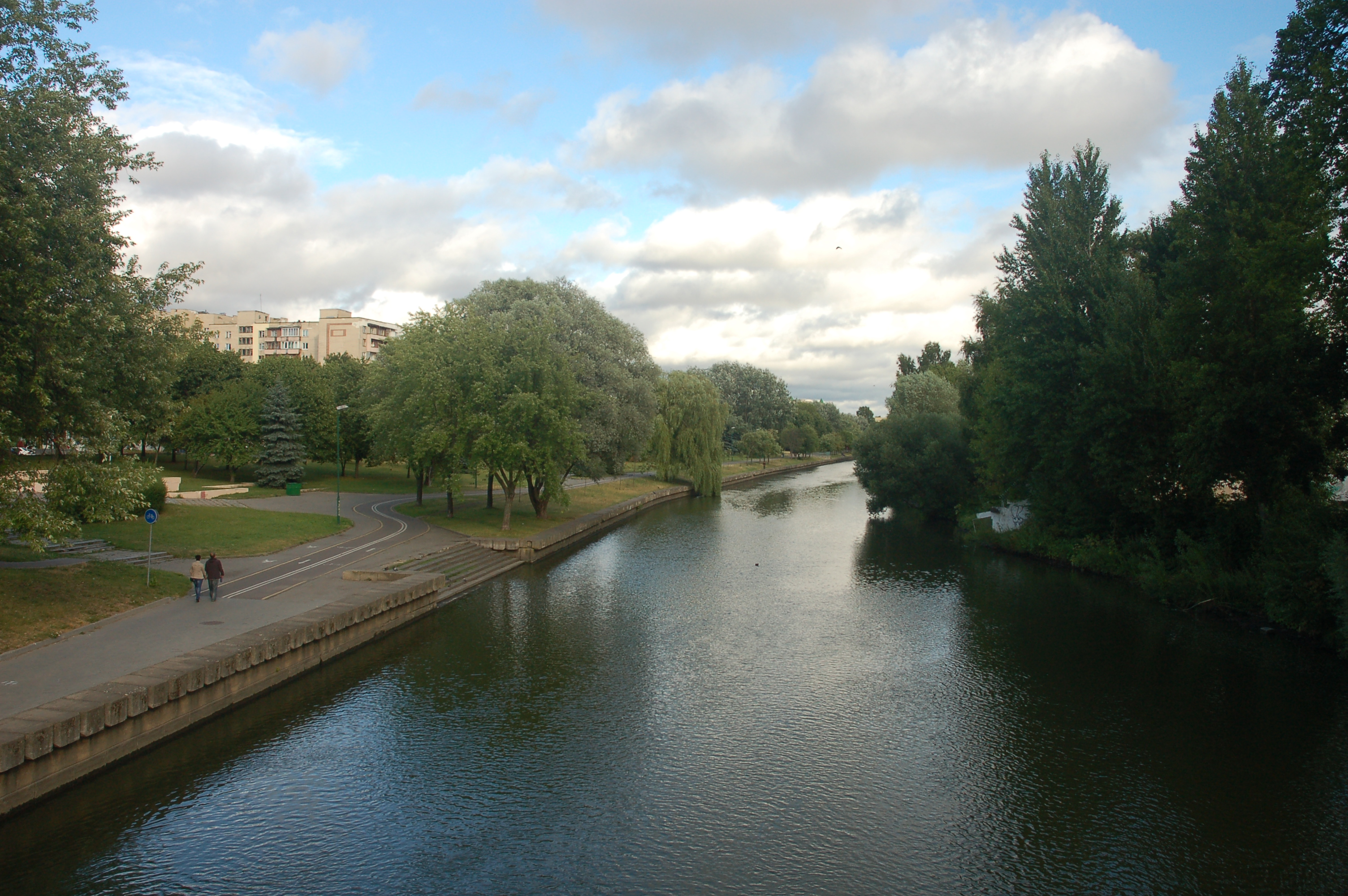
Парковая зона в центральной части диаметра около улицы Первомайской

Народный архитектор России, президент Санкт-Петербургского Союза архитекторов Владимир Попов заявил, что водно-зелёный диаметр является главной изюминкой и украшением Минска и что этот «зелёный каркас» города нужно сохранить и полностью соединить с водно-зелёными полукольцами, что позволит водно-зелёной системе приобрести завершённый вид. Член-корреспондент Российской академии архитектуры и строительных наук, вице-президент Санкт-Петербургского Союза архитекторов Михаил Мамошин назвал водно-зелёный диаметр уникальным и отличным градостроительным достижением Минска и считает очень важным остановить уже начавшийся процесс уменьшения этой рекреационной зоны под новую застройку.
По мнению белорусского архитектора Виктора Крамаренко, водно-зелёный диаметр отличает Минск от многих европейских городов, а отдельные схожие элементы, и то в значительно меньших масштабах, имеются лишь во Франкфурте-на-Майне. Сотрудник Института природопользования НАН Беларуси Людмила Кравчук утверждает, что водно-зелёный диаметр имеет высокую интегральную экологическую ценность для Минска и, по сути, представляет собой сплошной продольный парк.
На Пятом Минском архитектурном форуме (2015), главной темой которого стало развитие водно-зелёного диаметра белорусской столицы, главный архитектор УП «Минскграда» Александр Акентьев заявил, что сохранению водно-зелёного диаметра Минска способствовало бы придание этому важнейшему компоненту градостроительной структуры города и задуманной модернистами природной и антропогенной оси Минска статуса охраняемой территории (статуса памятника истории и природы).